# Roberto II de França
Roberto II (Orleães, 27 de março de 972 – Melun, 20 de julho de 1031), também chamado de Roberto, o Piedoso ou Roberto, o Sábio, foi o Rei dos Francos de 996 até sua morte. Era filho de Hugo Capeto e Adelaide da Aquitânia, sendo o segundo monarca da dinastia capetiana. Reinou de 996 a 1031 e é, portanto, um dos governantes do ano mil.
Associado ao trono desde 987, ele assistiu o seu pai sobre questões militares (com o cerco de Laon por duas vezes, em 988 e 991). Sua sólida formação, assessorada por Gerberto de Aurillac (o futuro Papa Silvestre II), em Reims, permitiu-lhe se ocupar das questões religiosas, em que ele rapidamente se tornava o garante (ele dirigiu o Concílio de Verzy em 991 e o de Chelles em 994). Dando continuidade à obra política de seu pai, depois de 996, ele consegue manter a aliança com a Normandia e Anjou e conter as ambições de Odão II de Blois.
Às custas de uma longa luta iniciada em abril de 1003, ele conquistou o Ducado de Borgonha, que deveria lhe ser devolvido em herança à morte sem descendentes diretos, de seu tio Henrique I de Borgonha, mas que este o havia transmitido ao seu enteado Otão-Guilherme.
Os problemas conjugais de Roberto, o Piedoso com Rosália de Itália e Berta da Borgonha (que lhe valeram uma ameaça de excomunhão), e depois a má reputação de Constança de Arles, contrastavam estranhamente com a aura piedosa, no limite de santidade, que estava disposto a lhe prestar o seu biógrafo Helgaudo de Fleury em A vida do Rei Roberto, o Piedoso (Epitoma vitae regis Roberti pii). Sua vida é então apresentada como um modelo a seguir, fez inúmeras doações piedosas para diferentes ordens religiosos, de caridade para os pobres e, especialmente, os gestos considerados sagrados, como a cura de alguns leprosos: Roberto é o primeiro governante considerado como taumaturgo. O fim de seu reinado mostra a relativa fraqueza do soberano que deveria de fazer frente à revolta de sua esposa Constança de Arles e depois às de seus próprios filhos (Henrique e Roberto) entre 1025 e 1031.

## Historiografia
A Historiografia dedica-se desde sempre à época de Roberto, o Piedoso, o ano 1000 d.C., e tem-se focalizado em descrever o estabelecimento da paz de Deus, que visava canalizar os senhores e proteger a propriedade da Igreja e casas senhoriais. Além disso, se, desde que Jules Michelet, os historiadores têm durante muito tempo avançado que a transição para o ano mil tinha causado temores coletivos de fim do mundo, esta tese foi refutada pelo historiador Georges Duby e Sylvain Gouguenheim, professor de história medieval na  l'École normale supérieure de Lyon. Na verdade, o fim do século X e a primeira metade do século XI experimentaram o início de uma mudança social e económica, com o aumento da produtividade agrícola e das capacidades de câmbio permitidas pelo desenvolvimento do uso de denários de dinheiro. Ao mesmo tempo, o fim das invasões e as contínuas guerras pessoais induziram, a partir de 1020, a proliferação de castelos privados, do topo dos quais surgiu o direito de banir, e a cavalaria, nova elite social que tem a sua origem nos cavaleiros carolíngios.
Ao contrário de seu pai Hugo Capeto, tem-se mantido uma literatura contemporânea de Roberto, o Piedoso, exclusivamente eclesiástica, que evoca a vida do rei. Em primeiro lugar, existe a biografia escrita por Helgaud de Fleury (Epitoma vitae regis Roberti pii, c. 1033), abade de Saint-Benoît-sur-Loire, que é na realidade apenas um elogio ou uma hagiografia do soberano. Outras fontes excepcionais são as Histórias (v. 1026-1047) do monge da Borgonha Raoul Glaber . Homem de elevada cultura, ele está, devido à sua rede de Cluny, muito bem-informado sobre todo o Ocidente. Raoul é de longe o informador mais abrangente sobre o reinado de Roberto, o Piedoso. Secundariamente, vale a pena observar a tradicional História de Riquero e o poema que o  bispo Adalberão de Laon, nomeou "Ascelin", dirigido a Roberto, descrevendo a sociedade de seu tempo.

## Biografia

### Juventude e formação

#### O único herdeiro do duque dos Francos

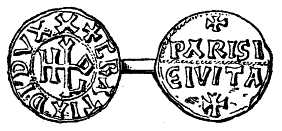
Moeda de Hugo Capeto, << duque pela graça de Deus>> (Dux Dei Gratia), atelier de Paris (Parisi Civita), fim do século X

Como no caso de seu pai Hugo Capeto, não sabemos nem a data nem o local exacto do nascimento de Roberto, e se bem que os historiadores se inclinem fortemente para o ano de 972 e para Orleães, capital do Ducado Robertiano desde o século IX. O único filho do duque dos francos, Hugo, e de sua esposa, Adelaide de Poitiers, é chamado de "Roberto", como seu antepassado heróico Roberto, O Forte, que morreu lutando contra os viquingues em 866. O resto da descendência real é composta três irmãs: Gisela, Edviges e Adelaide.
No século X, a família dos Robertianos é o mais poderoso clã aristocrático e o mais ilustre do reino de Francia. Nas décadas anteriores, dois de seus membros já estavam sentados no trono, aglomerando-se na dinastia carolíngia: Odão I (888) e Roberto I (922). O principado de Hugo, o Grande, duque dos Francos e avô de Roberto, o Piedoso, marca o apogeu dos Robertianos até sua morte em 956. No entanto a partir do meio do século X, Hugo Capeto, que o sucedeu à frente do ducado e apesar de reinado ainda importante, não consegue emergir como seu pai.
A juventude de Roberto é especialmente marcada pelas lutas incessantes do rei Lotário para recuperar a Lorena, "o berço da família carolíngia" à custa do imperador Otão II:
<<Como Otão tinha a Bélgica (Lorena) e Lotário tentou tomá-la, os dois reis tentou um contra o outro maquinações muito traiçoeiras e golpes de força, porque ambos pretendiam o que seu pai tinha possuído.>>
```
 - 
Riquero
[
6
]
```

Em agosto de 978, o rei Lotário lança inesperadamente um ataque geral em Aachen, onde reside a família imperial que escapa por pouco da captura. Depois de saquear o palácio imperial e os arredores, ele volta para a Francia, levando a insígnia do Império. No mês de outubro seguinte, por vingança, Otão II traz um forte exército de sessenta mil homens e invade o reino de Lotário. Este último, tendo apenas poucas tropas junto dele, é forçado a refugiar-se junto de Hugo Capeto, que passa a ser o salvador da realeza carolíngia. A dinastia robertiana entra em viragem que perturba o destino do jovem Roberto. O bispo Adalberão de Reims, originalmente um homem do rei Lotário torna-se mais e mais próximo da corte Otoniana pela qual sente uma grande simpatia.

#### Uma educação exemplar

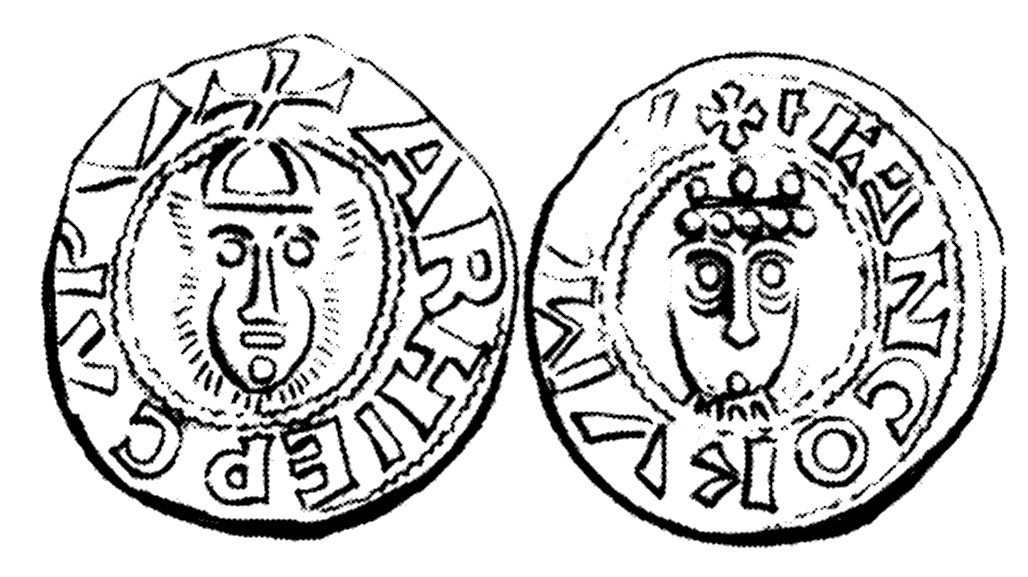
Moeda anónima atribuída a Reims e ao arcebispo Gerbert d'Aurillac ou a Arnoul, fim do século X.

Hugo rapidamente compreende que a sua ascensão não pode ser feita sem o apoio do Arcebispo de Reims. Ele próprio analfabeto, não dominando o latim, decidiu enviar Roberto em 984, não ao professor Abão de Fleury, perto de Orleães, mas a Adalberão para que este o forme nos rudimentos do conhecimento. De fato, no final do século X, Reims tem a reputação de ser a escola mais prestigiada de todo o Ocidente cristão. O prelado acolhe voluntariamente Roberto, que ele confia a seu secretário o famoso Gerbert de Aurillac, um dos homens mais cultos de seu tempo.
Supõe-se que para seguir o ensinamento de Gerberto, o menino teve que aprender as noções básicas de Latim. Ele enriquece o seu conhecimento através do estudo do trivium (isto é, o que se refere à lógica: gramática, retórica e dialética) e do quadrivium (isto é, as ciências: aritmética, geometria, música e astronomia). Roberto é um dos poucos leigos do seu tempo a desfrutar da mesma visão de mundo que os clérigos. Após cerca de dois anos de estudo em Reims, ele voltou para Orleães. O seu nível intelectual também foi desenvolvido no campo musical, tal como foi reconhecido por um outro grande erudito de seu tempo, Riquero. Segundo Helgaud de Fleury numa idade desconhecida da adolescência, o jovem Robertiano cai gravemente doente, a ponto de Huguo e Adelaide temerem pela sua vida. É então que seus pais vão rezar à Igreja Santa Cruz de Orleães e oferecem um crucifixo de ouro e um sumptuoso vaso de 30 kg em oferenda. Roberto cura-se miraculosamente.
« A sua piedosa mãe envia-o às escolas de Reims e o confia ao mestre Gerberto, para ser por eleve elevado e o instruir suficientemente nas doutrinas liberais»
_ Helgaud de Fleury, Epitoma vitae regis Roberti pii, v. 1033

### Regência com Hugo Capeto
Imediatamente após a sua própria coroação, o seu pai começou a fazer pressão para obter a coroação de Roberto. Segundo Hugo Capeto, era importante para a estabilidade do reino haver um segundo rei, para o caso de ele mesmo morrer numa expedição que estava a planejar contra os mouros que atacavam Borell II de Barcelona, conde de Barcelona, invasão que nunca chegou a realizar-se.

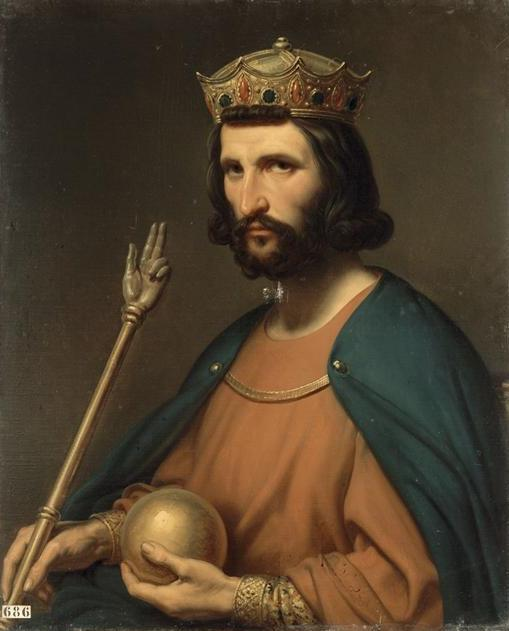
Hugo Capeto, pai de Roberto II

O cronista Rudolfo Glaber atribui esta solicitação de Hugo à idade avançada em que se encontrava e à sua incapacidade de controlar a nobreza. No entanto, historiadores modernos tendem a dar mais importância à vontade de o velho rei garantir o direito de Roberto à sucessão e estabelecer uma dinastia, em oposição ao poder de a aristocracia eleger um novo rei. Na generalidade, os cronistas da época não parecem sustentar esta última teoria, e as dúvidas sobre as reais intenções de Hugo querer fazer ou não uma campanha na Península Ibérica mantêm-se até hoje.
A 30 de Dezembro de 987, Hugo Capeto associou então o filho ao trono e pressionou-o para casar, em 988, com Rosália de Ivrea (ca.955-1003), também chamada de Rosália de Itália, Rosália de Provença, ou Susana de Itália, viúva de Arnulfo II, conde da Flandres, filha de Berengário II, rei da Itália, e de Willa de Toscânia-Arles. O objectivo da união passava por juntar Montreuil-sur-Mer e Ponthieu do seu dote aos domínios reais.
Roberto começou a assumir um papel régio activo, subordinado ao seu pai, no início da década de 990. Em 991 ajudou a evitar que os bispos franceses comparecessem a um sínodo no reino da Germânia, convocado pelo papa João XV, com quem Hugo estava em conflito. E quando o rei morreu em 996, Roberto continuou a reinar sem qualquer disputa pela sucessão.

### O corpo episcopal, primeiro suporte do Rei

#### Roberto comanda os assuntos religiosos
Sagrado e casado, Roberto colabora com o seu pai como prova a sua signum na por baixo de certos atos de Hugo Capeto. A partir de 990, todos os atos têm a sua assinatura. Nos documentos escritos: "Roberto, glorioso rei", como o sublinha uma carta para Corbie (abril de 988) ou ainda "filii nostri Rotberti regis ac consortis regni nostri" numa carta para Saint-Maur-des-Fossés (Junho de 989). Com sua instrução recebida Gerbert de Aurillac, sua tarefa, em primeiro lugar, a presidência das sínodos episcopais:
«Ele [Roberto] participou dos sínodos dos bispos para discutir com eles Assuntos Eclesiásticos.» _ Richer de Reims, apr. 990.
Ao contrário dos últimos Carolíngios, os primeiros Capetianos aliaram-se a um clã de bispos a nordeste de Paris (Amiens, Laon, Soissons, Chalons, etc.) cujo apoio será crucial nos eventos seguintes. Num dos seus diplomas, os dois reis aparecem como intermediários entre o clero e o povo (mediatores et plebis) e a pena de Gerberto de Aurillac, salientam a necessidade de Consilium "... não querendo nada abusar do poder real, nós decidimos todas as questões da res publica usando o conselho e sentenças de nossos fiéis". Hugo e Roberto precisavam do apoio da Igreja para estabelecer mais legitimidade e porque os contingentes de cavaleiros que compunham o exército real, derivado em grande parte dos bispados. Roberto já aparece para seus contemporâneos como um governante piedoso (daí o seu apelido) e próximo à Igreja por diversas razões:
- dedicou-se às artes liberais;
- estava presente nos Sínodos dos Bispos;
- Abbo de Fleury lhe dedica especialmente a sua coleção canónica;
- Roberto perdoa facilmente a seus inimigos;
- as abadias recebem muitos presentes dele.

#### Carlos da Lorena apropria-se de Laon (988-991)
Precisamente, os dois reis, Hugo e Roberto precisam dos contingentes enviados pelos bispos já que a cidade de Laon tinha sido invadida por Carlos da Lorena, último pretendente carolíngio ao trono. Os soberanos cercaram por duas vezes a cidade sem resultados. Preocupado com o seu fracasso laonense, Hugo contata vários soberanos a fim de obter a sua assistência (o papa João XV, a imperatriz Teófano, mãe do jovem Otão III), em vão. Após a morte de Adalberon de Reims (24 de janeiro de 989), Hugo Capeto decide eleger como novo arcebispo o carolíngio Arnulfo, um filho ilegítimo do rei Lotário, em vez de Gerberto. Pensa-se que ele agiu assim para apaziguar os partidários do carolíngio, mas a situação voltou-se contra os Capetianos.
A situação desencadeou-se através da traição de Adalberon (Ascelin), bispo de Laon, que prendeu Carlos e Arnoldo durante o sono sono e os entrega ao rei (991): o episcopado salva a realeza capetiana in extremis. De seguida o conselho de St. Basle de Verzy onde o traidor Arnold é julgado por uma assembleia presidida por Roberto, o Piedoso (Junho de 991). Apesar dos protestos de Abbo de Fleury, Arnoldo é condenado. Poucos dias depois, Gerbert de Aurillac foi nomeado arcebispo de Reims com o apoio de seu ex-aluno Roberto. O Papa João XV não aceita este procedimento e quer convocar um novo concílio em Aix-la-chapelle, mas os bispos confirmam sua decisão em Chelles (inverno 993-994) 24,25.

#### Gerbert e Ascelin duas figuras da lealdade
Quando o seu mestre Adalberon de Reims morre, Gerbert é obrigado a seguir as intrigas do novo arcebispo Arnold, decido a entregar Reims a Carlos de Lorena. Embora a documentação seja muito incompleta sobre isso, parece que o professor tenha posteriormente alterado a sua posição para se tornar o seguidor de Carlos:
«O irmão de Lotário Augusto, herdeiro do trono, foi expulso. Os seus concorrentes, [Hugo e Roberto], muitas pessoas acreditam, recebeu o reino provisório. Que direito tem o legítimo herdeiro se ele foi deserdado?» _ Gerbert d’Aurillac, Lettres, 990
A legitima dúvida se instala na coroa de Hugo e Roberto. Este mesmo Gerbert, vendo a situação mudar com desvantagem de Carlos de Lorena, mudou de lado no ano de 991. Ele se tornou arcebispo de Reims, pela graça do Rei Roberto, ele diz:
«O consentimento dos dois príncipes [Hugo e Roberto], senhor Hugo Augusto e o excelentíssimo Rei Roberto.»_Gerbert d’Aurillac, Lettres, 991
Quanto a Ascelin, o bispo de Laon, tendo servido a coroa traindo Carlos e Arnoul, ele se volta contra ela. Sabe-se que na primavera de 993, ele se aliou com Odão I de Blois para planear a captura de Roberto e de Hugo em acordo com Otão III. Assim Luís (filho de Carlos de Lorena) se tornaria rei dos francos, Odão duque dos francos, e Ascelin Bispo de Reims. A intriga é denunciada e este último é colocado sob prisão domiciliar.

### Os problemas conjugais

#### Amor por Berta de Borgonha (996-1003)
Na Primavera de 996, Berta da Borgonha (952-1035), viúva do conde Odão I de Blois, filha de Matilda de França e do rei Conrado das Duas Borgonhas, o Pacífico, e portanto neta paterna de Luís IV de França, veio pedir ajuda e protecção a Roberto. Este foi seduzido pela sua nobreza e determinação, e pouco depois tornaram-se amantes. Este amor teria a oposição de Hugo Capeto, que tinha sido inimigo do primeiro marido de Berta.
Mas meses mais tarde, quando o velho rei morreu, Roberto acabaria por repudiar a sua esposa Rosália de Ivrea, cerca de vinte anos mais velha que ele, e de quem não gerara descendência. Apesar da oposição também da Igreja, que o condenou formalmente por motivos de consanguinidade, no final de Novembro ou no início de Dezembro de 996 casou-se com Berta. Com este matrimónio pretendia gerar um herdeiro para a jovem dinastia capetiana, e o dote da sua nova esposa incluía os direitos sobre a Borgonha e as imensas possessões da poderosa família de Blois.

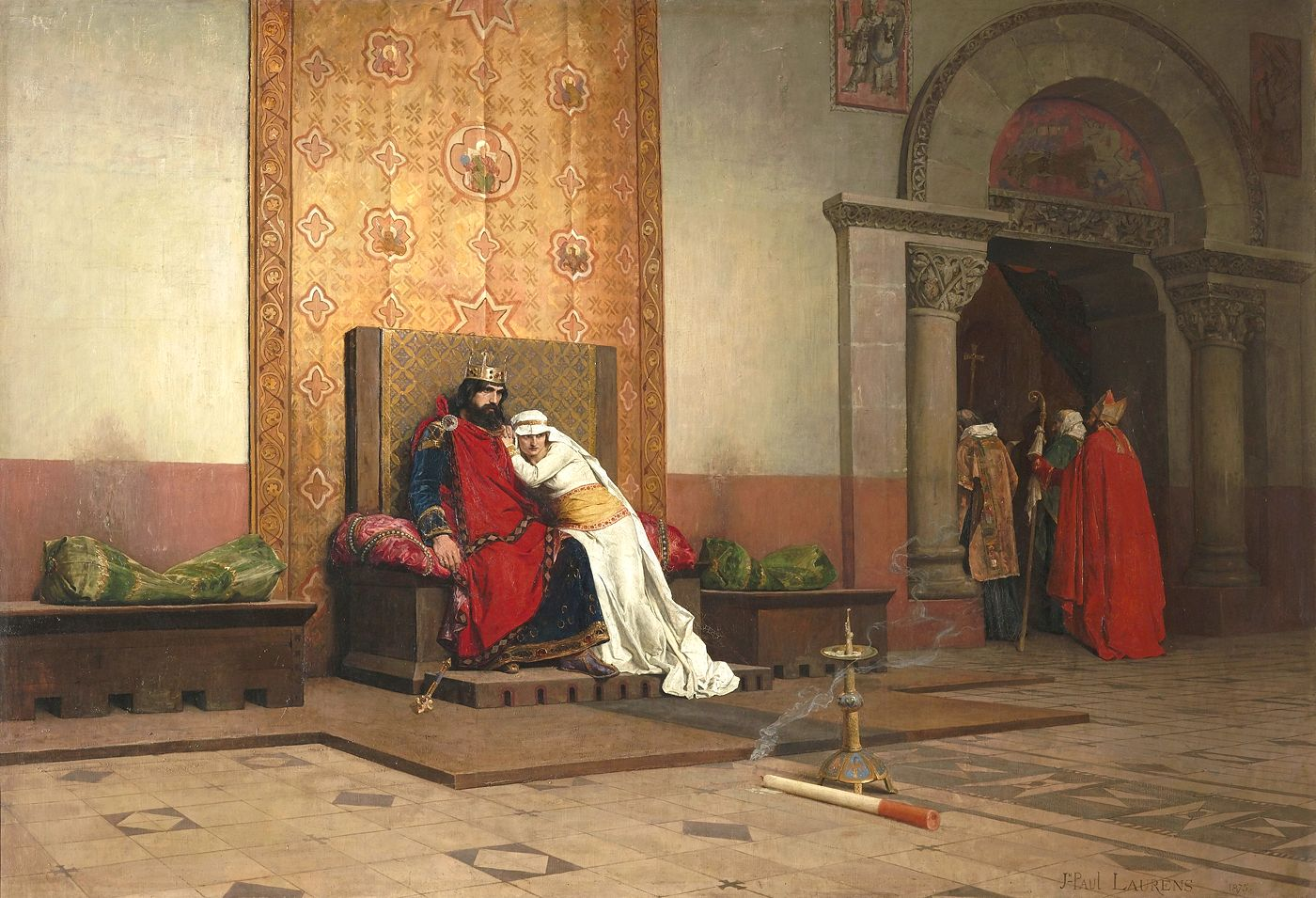
A excomunhão de Roberto o Pio, pintura academicista e orientalista de Jean-Paul Laurens (século XIX), no Museu de Orsay

Com efeito, a ligação de Berta e Roberto tinha implicações geopolíticas: uma grande parte dos territórios do duque da Borgonha prestava vassalagem ao imperador Otão III da Germânia e os Otões controlavam o norte da Itália e tinham grande influência na nomeação dos papas.
Em Fevereiro de 997, no concílio de Pavia, o papa Gregório V exortou Roberto a renunciar à "sua prima (que era inclusivamente mãe de um afilhado seu), uma vez que a tinha desposado contrariamente à interdição apostólica", e condenou os bispos que "consentiram estas núpcias incestuosas". No Verão seguinte, o papa e o imperador germânico convocaram um novo concílio em Roma. Foi infligida uma pena de sete anos de penitência ao rei, foi feita a ameaça de excomunhão dos dois amantes e de colocar o reino da França sobre interdicto (excomunhão aplicada a um território), o que nunca se chegou a concretizar.
Em 999, Gerberto d'Aurillac subiu ao papado com o nome de Silvestre II. Como antigo mestre de Roberto e de Otão III, tinha mais poder negocial com os dois soberanos. Aos 29 anos de idade, e como do seu casamento só nascesse um nado-morto, Roberto acabou por ceder à anulação do matrimónio em 1003, apesar de não renunciar à anexação da Borgonha, que conseguiria oficializar após um longo conflito.
Casou-se então pela terceira vez com Constança de Arles (c.986-1032), filha de Adelaide-Branca de Anjou e de Guilherme I, conde da Provença e Arles, de quem teve descendência. Mas apesar do novo casamento, Berta ainda se manteve sua amante. Em 1008, devido às pressões e recriminações da sua nova esposa, Roberto deslocou-se a Roma para tentar oficializar ainda o seu casamento com o amor da sua vida. O papa, agora João XVIII, recusou, e desta vez o monarca submeteu-se à vontade eclesiástica.

#### Constança de Arles, uma rainha de punho

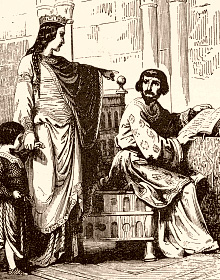
Constança de Arles, nova rainha dos Francos, uma forte personalidade do século XI. Gravura do fim do século XIX

O rei não se divorcia de Berta, a união não foi reconhecida pela Igreja, esta operação revelou-se inútil. Ele se casou uma terceira vez em 1003-1004 com uma princesa distante ele nunca havia conhecido para evitar parentesco. Com 17 anos, Constança de Arles vinha da Provença. Ela é de sangue nobre, sendo a filha de Guilherme I, conde da Provença e Arles e de Adelaide-Branca de Anjou. Esta família provençal é ilustrada no século X desde Guilherme apelidado de "O Libertador" definitivamente tinha empurrado os sarracenos em La Garde-Freinet (972) e a sua mãe Adelaide tinha sido em tempos rainha dos Francos durante o seu breve casamento com o Carolíngio Luís V de 982 a 984. Mais importante, a família de Arles estava relacionada com a casa de Anjou com a qual a aliança está sendo restaurada.
Mas Constança é uma mulher-amante que não faz o rei feliz. A personalidade da rainha da lugar da parte dos cronistas a comentários adversos: "pretensiosa, ambiciosa, arrogante, vingativa". As observações misóginas de parte de monges, especialmente para uma rainha são bastante excepcionais no século XI. Por outro lado, também sabemos que os Meridionais vindos á corte com Constança são desprezados e excluídos pelos Francos. Durante o encontro entre os dois lados no início do século XI, contemporâneos referem-se a um verdadeiro "choque cultural". Raoul Glaber aponta, por exemplo, que os clérigos francos mais conservadores  desprezaram a moda provençal que sugere a novidade e, portanto, a desordem. Em geral, os provincianos do ano mil não têm barba ou bigode (podem ser confundidos com as mulheres) e os leigos têm o cabelo cortado. Tudo isto explicaria o comportamento da rainha?
O único ponto positivo é que Constança dá numerosa prole:
- Alice de França (c. 1003-abril 1063), casada com Reinaldo I, conde de Nevers e Auxerre;
- Hugo de França (c. 1007-1025), associado a seu pai, mas que morre prematuramente;
- Henrique I (c. 1008-1060), rei dos Francos;
- Adela de França (ou Adelaide) (c. 1009-1079), esposa de Ricardo III, duque da Normandia e depois Balduíno V, conde de Flandres;
- Roberto de França (c. 1011-1076), duque de Borgonha;
- Odão (c. 1013-c. 1057/1059), considerado um "tolo" e incapaz de governar de acordo com a crônica (concluído em 1138) de Pedro, filho de Béchin, cânone de São Martinho de Tours.

Durante o reinado de Roberto, o Piedoso, Constança coloca-se muitas vezes no centro de intrigas, a fim de preservar um lugar especial na corte franca. Raoul Glaber salienta, com razão, que a soberana tem "controlo supremo sobre o seu marido." Para os contemporâneos, uma mulher que manda é "o mundo de cabeça para baixo." Tudo começa no início do ano 1008, um dia em que o rei e o seu fiel Hugo de Beauvais caçam na floresta de Orleães. De repente, doze homens armados surgem e se lançam sobre Hugo antes de o trucidar sob os olhos do rei. O crime foi encomendado por Fulco Nerra e apoiado seguramente pela rainha. Roberto, exasperado com a esposa depois de seis ou sete anos de casamento, foi pessoalmente ao Papa; ele é acompanhado por Angilramme (um monge de Saint-Riquier) e Berta da Borgonha (cerca de 1009-1010). O seu propósito é, naturalmente, o de anular o casamento com Constança. Odorannus, um monge de Saint-Pierre-le-Vif em Sens, explica nos seus escritos que, por sua vez na ausência de seu marido, Constança aguarda entristecida no seu domínio de Theil. Segundo ele, St. Savinien teria-lhe aparecido e três dias depois Roberto estava de volta, abandonando definitivamente Berta.
Os problemas não param. Após a vitória de Odão II de Blois sobre Fulco II Nerra em Pontlevoy (1016), Raoul Glaber diz que o dia de Pentecostes de 1017 em St. Corneille de Compiegne, Constança e seu clã Angevino impõem a associação de Hugo, o filho mais velho, contra o conselho dos príncipes territoriais. Assim, em caso de morte do Rei Roberto, Constança iria garantir a regência. Além disso, não dá poder de Hugo que é constantemente humilhado por sua mãe antes de morrer prematuramente em 1025. A rainha então se opõe a coroação de seu segundo filho, Henrique, que ela não gosta de beneficiar ao seu irmão mais novo Roberto. Mas a cerimônia tem lugar em Reims em 1027 no Pentecostes.

## Reinado

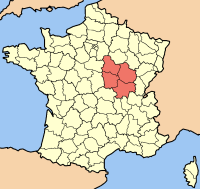
Localização da Borgonha no mapa da França

Apesar dos seus problemas maritais, Roberto II era um católico devoto, pelo que foi cognominado de o Pio. Tinha também o gosto pela música, sendo compositor, corista, poeta, e tornando o seu palácio em um lugar de seclusão religiosa, onde celebrava as matinas e as vésperas nas suas vestes reais. No entanto, para os seus contemporâneos, a sua piedade resultava da intolerância que reservava aos heréticos, que punia rigorosamente.

### As conquistas territoriais
O reino que Roberto herdara não era grande, e por isso esforçava-se em aumentar o seu poder, tentando vigorosamente fazer valer os seus direitos sobre quaisquer terras feudais que ficassem sem senhor, o que geralmente resultava em guerra com outro pretendente. Em 1003, a sua invasão do Ducado da Borgonha recebeu oposição e a sua soberania só seria legalizada pela Igreja em 1016, sendo que imediatamente doou este domínio ao seu filho Henrique.
O Rei Roberto conduzia uma política clara: recuperar para seu benefício a função condal, seja apropriando-se seja cedendo a um pelo bispo amigo, assim se fizeram os Otonianos, a dinastia mais poderosa no Ocidente na época.
A vitória mais retumbante de Roberto foi a aquisição do ducado de Borgonha.
O duque da Borgonha Henrique I morreu em outubro de 1002, sem herdeiro legítimo. O seu genro Otão Guilherme, Conde Palatino da Borgonha e Conde de Macon e filho do primeiro casamento de Gerberga de Chalon com Adalberto de Itália, tinha, de acordo com a Chronique de Saint-Bénigne, sido designado como o herdeiro do Ducado, com o apoio de muitos nobres da Borgonha assegurado, mas contudo ele preocupa-se mais com suas terras d’Outre-Saône e o seu interesse dirige-se também a Itália, do qual ele é descendente. O ducado da Borgonha, adquirido em 943 por Hugo, o Grande, pai de Henrique, fez parte das possessões das famílias robertianas. Além disso, a Borgonha é uma questão importante, porque está cheia de cidades ricas (Dijon, Auxerre, Langres, Sens ...).
A rivalidade entre Hugo I de Chalon, bispo de Auxerre, um partidário do rei Roberto e Landrico, conde de Nevers, genro e aliado natural de Otão Guilherme que tinha direitos em Auxerre, desencadeou a intervenção armada do Rei Roberto.
Este último, apoiado por Ricardo II, duque da Normandia, reúne as suas tropas na primavera de 1003 e confronta-os na Borgonha, mas eles falham Auxerre e Saint-Germain de Auxerre. Em 1005, Roberto e os seus homens estão de volta. Eles tomam Avallon após vários dias de combates, depois Auxerre. Uma disposição tinha já sido entrevista entre o rei e Otão Guilherme, que se encontra próximo ao rei durante o cerco de Avallon. Sob a mediação do Duque-bispo Hugo de Chalon, o Conde Landrico reconcilia-se com o rei, renunciando aos condados de Avallon e Auxerre.
Na sequência dos acordos de 1005-1006, Otão Guilherme tinha renunciado ao título ducal e todos os bens do falecido duque Henrique voltaram à Coroa, com exceção da cidade de Dijon, ainda na posse de Bruno de Roucy o irredutível bispo de Langres, que não queria em caso algum, deixar Roberto instalar-se.

O reino de Roberto, o Pio no fim do século X

Em Sens, uma luta instaura-se entre o conde Fromondo II e arcebispo Leoterico pelo controle da cidade. Leoterico, que é próximo do rei,está furioso com o comportamento do Conde, que construiu uma poderosa torre de defesa. Em 1012, Rainardo sucedeu a seu pai Fromondo e a situação piora de tal forma que o bispo de Langres, Bruno de Roucy, inimigo do Rei Roberto, é o tio materno de Rainardo. O arcebispo de Sens isolado apelou ao rei. Este último deseja intervir por várias razões: Sens é uma das principais cidades arquiepiscopais do reino, é também uma passagem obrigatória para se visitar a Borgonha e, finalmente, a posse do condado de Sens permitia a Roberto cortar as possessões de Odo II, Conde de Blois em dois. O conde é excomungado e sofre o ataque do rei que tomou Sens a 22 de abril de 1015. Rainardo, que enquanto isto é aliado de Odão de Blois, propõe um acordo a Roberto: ele continua a exercer o seu cargo condal e à sua morte, o território irá reverter para a Coroa. Rainardo morre 40 anos mais tarde, mas Roberto conseguiu colocar Sens sob seu controle.
Assim que o caso sénonaise terminou, Roberto parte para Dijon  completando a sua conquista borqonhesa. De acordo com a crónica de Saint-Bénigne de Dijon, Odilo de Cluny interveio e o rei, afetado, teria desistido do assalto. O bispo de Langres Brunon de Roucy morre no final de janeiro de 1016. As tropas reais regressam a Dijon, alguns dias depois e Roberto instala o bispo Lambert de Vignory no lugar de Langres e que lhe cede Dijon e o seu condado. Depois de quinze anos de campanhas diplomáticas e militares, o rei entra em posse do ducado de Borgonha.
O jovem Henrique, seu filho mais novo, recebeu o título ducal, mas dada a sua tenra idade, Roberto adverte o governo e vai lá regularmente. A morte de Hugo em 1027, o irmão mais velho de Henrique, faz deste último herdeiro da coroa real; O ducado retorna para o mais novo Roberto, também chamado Roberto, o Velho, cuja descendência borgonhesa reinará até meados do século XIV. As terras d’Outre-Saône do reino de Borgonha, o condado da Burgonha, seguem os destinos do Império.
Quando, cerca de 1007, Bouchard de Vendome (o antigo fiel de Hugo Capeto) morre, o condado de Paris que ele detinha não é atribuído a seu filho Renaud. Quando este último morreu por sua vez (1017), o rei se apropria de seu condado de Melun e o condado de Dreux. O Arcebispo de Bourges Daiberto falece em 1012. Roberto nomeia ele próprio o seu representante, Gauzlin, ex-abade de Fleury. Mas o visconde desta mesma cidade, Geoffrey, tenta intervir pessoalmente na escolha do sucessor de Daiberto e impede que o novo arcebispo asseda a seu assento: o Papa Bento VIII, Odilo de Cluny e Roberto, o Piedoso devem intervir para Gauzlin poder trabalhar.

### O caso dos hereges de Orleães (1022)
O ano mil constitui o "despertar da heresia". Durante a Idade Média, não tínhamos experimentado este tipo de perseguição. O século XI inaugura uma série de fogueiras hereges no Ocidente: Orleães (1022), Milão (1027), Cambrai (1078). Quanto ao Rei Roberto, o caso dos hereges de Orleães constitui um elemento fundamental do seu reinado e, na época, um impacto sem precedentes.
De onde vêm esses "hereges"? A natureza dos eventos é nos contado por fontes exclusivamente eclesiásticas: Raoul Glaber, Ademar de Chabannes, André Fleury, Jean de Ripoll e Paulo de Chartres. O ano mil prolonga a ideia de uma era corrupta onde a riqueza do clero contrasta terrivelmente com a humildade pregada por Jesus Cristo. Alguns clérigos põem em causa este sistema e desejo purificar a sociedade cristã. O debate não é novo, já no século IX, houve controvérsia entre os estudiosos sobre a Eucaristia, o culto dos santos ... mas em 1022, é de outra natureza.
Raoul Glaber conta a história do camponês Leutard de Vertus (Champagne) que, cerca de 994, decide devolver a sua esposa para destruir o crucifixo na sua igreja local e pregar aos aldeões a recusa em pagar o dízimo como um pretexto da leitura santas Escrituras. O bispo de sua diocese, Gibuin I de Chalons, o convoca, discute com ele em frente ao povo e convence-o de sua loucura herética. Abandonado por todos, Leutard comete suicídio. Outros hereges conhecidos conheceram no curso de século a desventura de Leutard, isto é, ridicularizar-se as questões intelectuais, em frente aos estudiosos que a sua mensagem não vale nada e está desacreditado aos olhos de meros mortais. Ademar de Chabannes, entretanto, relata, em torno de 1015-1020, o aparecimento de maniqueístas na Aquitânia, especialmente nas cidades de Toulouse e Limoges.
Os temas comuns dos Hereges são a renúncia à cópula carnal, a destruição de imagens, a futilidade da igreja e o repúdio dos sacramentos (especialmente baptismo e o casamento). Surpreendido pela onda de protestos, Raoul Glaber evoca nos seus escritos que Satanás foi libertado "depois de mil anos", segundo o Apocalipse e que devia inspirar todos estes hereges desde Leutardo em Orleães. Outro contemporâneo se expressa:
« Eles [os hereges] pretendiam ter fé na Trindade na unidade  Divina e da Encarnação do Filho de Deus, mas era uma mentira, porque eles diziam que os baptizados não podem receber o Espírito Santo no baptismo e que depois de um pecado mortal, ninguém pode de forma alguma ser perdoado.» - André de Fleury, v. 1025.
Para os cronistas, a heresia Orleana provinha às vezes de um camponês (Ademar de Chabannes) e às vezes de uma mulher de Ravennes (Raoul Glaber). Mas acima de tudo, o mais inaceitável é que mal tocou Orleães, a cidade real e a Catedral Santa Cruz, onde Roberto foi batizado e coroado nas últimas décadas. Cânones próximos do poder tinham sofrido uma lavagem cerebral pela heresia: Théodat, Herbert (mestre da igreja colegiada de Saint-Pierre-le Puellier), Foucher e sobretudo Étienne (confessor da rainha Constança) e Lisoie (cantor da Santa Cruz) entre outros. O Rei Roberto é advertido por Ricardo de Normandia e no dia de Natal 1022, os hereges são presos e interrogados durante longas horas. Raoul Glaber relata que eles reconheceram pertencer ao "culto" desde há muito tempo e que o seu objectivo era convencer a corte real das suas crenças (recusa dos sacramentos, interdições alimentares, a virgindade da Virgem Maria e sobre Santíssima Trindade). Estes detalhes são certamente verdadeiros, pelo contrário, é abusivo que Raoul Glaber e os outros cronistas diabolizem as reuniões do "círculo Orléanense": eles suspeitavam que eles de praticavam orgias sexuais, adoravam o diabo, crimes rituais. Estas críticas são aquelas que fizeram os primeiros cristãos na Antiguidade Tardia.
« Naquela época, dez dos cânones de Sainte-Croix de Orleães, que pareciam mais piedosos do que outros, foram condenados por serem maniqueístas. O Rei Roberto, devia recusar-lhes o retorno à fé, fê-los primeiro despojar da sua dignidade sacerdotal, e depois expulsou-os da Igreja, e, finalmente, enviou-os para as chamas.»- Adémar de Chabannes, v. 1025.
Segundo a lenda, Estevão, o confessor de Constança, teria recebido um golpe de cana dela que lhe teria perfurado o olho. O Rei Roberto faz conduzir ao exterior da cidade uma enorme pira a 28 de dezembro 1022. Na esperança de os assustar, o rei está surpreso com a sua reação:
«Seguros de si mesmos, eles não têm medo do fogo; eles anunciaram que sairiam ilesos das chamas, e rindo eles deixam-se prender no meio da pira. Rapidamente eles foram completamente reduzidos a cinzas e não se encontrava sequer um pedaço de seus ossos.» _ Adémar de Chabannes, v. 1025.
Esta implacavilidade surpreende os contemporâneos e ainda os historiadores modernos. Os diferentes cronistas, embora horrorizados com as práticas dos hereges, não comentam em qualquer momento a sentença e Helgaud de Fleury nem sequer menciona o episódio. A acreditar que a história dos hereges de Orleans mancha a sua reputação de santo? Em todo caso, o evento faz tal bruar no reino que foi percebido até na Catalunha a crer numa carta do monge Jean para seu abade Oliba de Ripoll: "Se você já ouviu falar sobre isso é verdade" disse ele. Para os historiadores, este episódio remete para um acerto de contas. Em 1016, Roberto tinha imposto na cadeira episcopal de Orleans um de seus próximos, Teodorico II, em detrimento de Oudry de Broyes, o candidato de Odão II de Blois.

### Fim de reinado
O último grande evento do reinado de Roberto, o Piedoso é a associação ao trono de seu segundo filho, Henrique. Mais uma vez, ele teve de suportar os argumentos da rainha Constança, que pretendia impor o seu filho mais novo, Roberto. Na comitiva real, o príncipe Henrique é considerado demasiado efeminado, o que é contrário ao princípio masculino da virtus. Favoráveis a eleição do melhor, o episcopado e os numerosos príncipes territoriais mostram a sua recusa. No entanto, o rei, apoiado por algumas personalidades (Odão II de Blois, Odilo de Cluny, Guilherme de Volpiano), mantém-se firme e Henrique é finalmente sagrado no dia de Pentecostes de 1027 em Reims pelo arcebispo de Ebles de Roucy. Roberto definitivamente ratifica a Associação Real estabelecido pelo soberano no lugar. Os grandes do reino fizeram a deslocação: Odão de Blois, Guilherme V da Aquitânia, Ricardo III, duque da Normandia. Segundo Hildegar de Poitiers, a cerimónia uma vez terminada, Constança teria fugido a cavalo louca de raiva. Após quarenta anos de reinado, uma agitação política pontua no reino. Na Normandia, o novo Duque Roberto, o Magnífico, expulsa seu tio Roberto, arcebispo de Rouen (v. 1.027-1.029). O soberano deve mediar o conflito e tudo entra na ordem. O mesmo tipo de cenário na Flandres em que o jovem Balduíno, ansioso por poder, elevou-se contra seu pai Balduíno IV em vão. Por seu lado, Odo II, Conde de Blois alistou a seu favor o novo rei Henrique na sua luta contra Fulco Nerra. Estas campanhas não são seguidas (1027-1028). Com idade superior a 55 anos, uma idade com a qual na tradição da época deve-se desaparecer do poder, o rei Roberto ainda está em seu trono. Ele teve de limpar várias revoltas da parte de seus filhos Henrique e Roberto, provavelmente intrigado pela rainha de Constança (1030). Roberto e Constança deviam escapar da Borgonha onde eles juntaram forças com o seu genro, o Conde de Nevers, Reinaldo I, o marido de sua primeira filha Alice. De volta ao seu domínio, a paz é restaurada com os membros da família real.
O pio fez poucos amigos e muitos inimigos, incluindo a sua terceira esposa e os seus filhos Hugo Magno, Henrique e Roberto, que o combateram em uma guerra por poder e terras. Hugo morreu na revolta em 1025. Em uma batalha com Henrique e Roberto, o exército do rei foi derrotado e este retirou-se para Beaugency, nos arredores da sua capital, Paris. Morreu em conflito com os filhos em 20 de julho de 1031, em Melun. Foi sepultado com a sua esposa Constança na Basílica de Saint-Denis, sendo sucedido por Henrique, tanto no reino da França como no ducado da Borgonha.
Alguns dias antes, a 29 de Junho, segundo Helgaud de Fleury, veio anunciar um mau presságio: 
"Algum tempo antes desta muito Santa morte, que chegou a 20 de Julho, o dia da morte dos Santos apóstolos Pedro e Paulo, o sol, semelhante ao quarto minguante da Lua, vira os raios para todos, e aparece à sexta hora do dia, palidamente acima da cabeça dos Homens, cuja visão foi obscurecida de tal forma, que eles permaneceram sem se reconhecerem até que o momento de ver voltou. "_ Helgaud de fleury, Epitoma vitae regis Roberti, V. 1033
Muito apreciado pelos monges de Saint - Denis, o rei defunto é transportado apressadamente de Melun até à abadia onde repousa já seu pai, diante do altar da Santa Trindade. Os benefícios que o soberano ofereceu à abadia são enormes. Àqueles que redigem a sua crónica, os monges afirmam que no momento da sua morte, os rios transbordam inundando casas e levando as crianças, um cometa passou no céu e a fome assolou o reino durante mais de dois anos. Aquele que acabou a sua biografia em 1030, Helgaud admira-se que o túmulo do Pio Roberto não seja mais do que uma simples laje sem nenhum ornamento. Em meados do século XIII, São Luís fez esculpir novas estátuas para todos os membros da família real.
Quando sabe a notícia da morte de seu pai, Henrique I sobe ao trono para um reinado de trinta anos.

## Balanço do reinado de Roberto, o Pio

### O rei do ano mil

#### Os falsos terrores

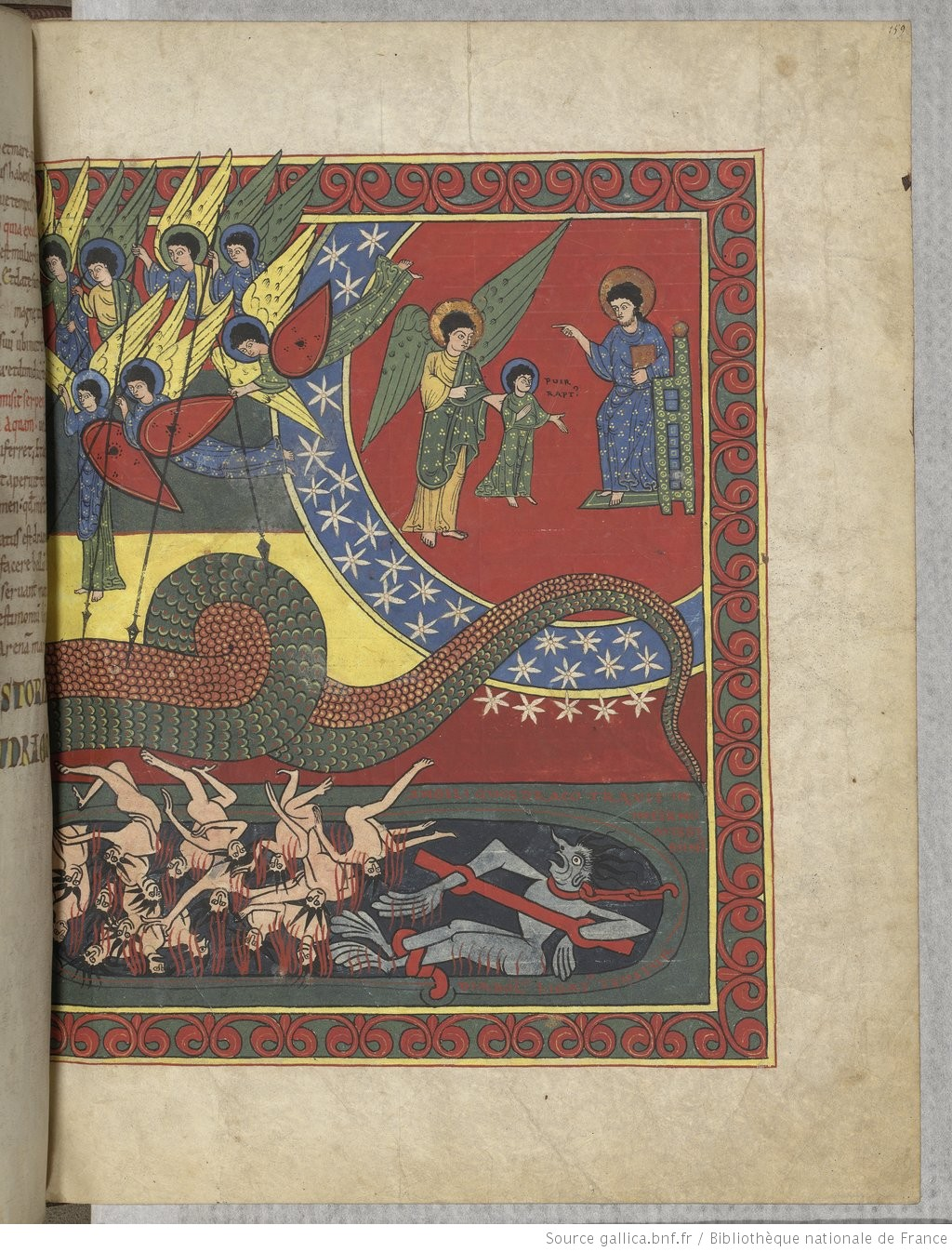
O menino enviado por Deus para salvar o género humano de Satanás.

Os Terrores e os Medos do ano mil são um mito do século XVI, baseado numa cronologia de Sigebertode Gembloux (século XII), antes de ser usado pelos historiadores românticos do século XIX (dos quais Jules Michelet). Para explicar que os cristãos ocidentais estavam aterrorizados na passagem do ano mil após a qual Satanás poderia sair do Abismo e provocar o fim do mundo. O cristianismo é uma religião escatológica através da qual os Homens devem comportar-se idealmente durante a vida terrestre para esperar ter a sua Salvação eterna antes da qual eles serão todos submetidos ao juízo final. Esta crença está muito presente durante toda a Idade Média em participar nos séculos X e XI, período durante o qual a Igreja está ainda muito ritualizada e sacralizada. Contudo, não se pode confundir a escatologia e o milenarismo: isto é o medo do fim do mundo após os mil anos da encarnação de Cristo. Porquê?
Tudo começa a partir do "Apocalipse segundo João ", que originalmente ameaça do retorno de Satanás mil anos após a encarnação de Cristo: 
«Então eu vi um anjo descer do céu tendo nas mãos a chave do abismo e uma cadeia enorme. Ele prendeu o dragão e a antiga serpente [Satanás], e amarrou-o por mil anos. Ele lançou-o no abismo e põe lhe tranças, e coloca-lhe sinais para que ele deixe de enganar as nações até a conclusão de mil anos. Depois disso, ele deve ser libertado por pouco tempo.»_ Apocalipse segundo João
Já no século V, Santo Agostinho interpreta o milenarismo como uma alegoria espiritual através da qual o número "mil" em última análise significa uma longa duração não determinada numericamente (Cidade de Deus). Alguns anos mais tarde, o Conselho de Éfeso (431) decide condenar oficialmente a concepção literal do milénio. A partir do final do século X, o interesse para os clérigos pelo Apocalipse é marcado pela difusão de comentários em todo o Ocidente (Apocalypse Valladolid, São Saver ...). No entanto, a Igreja controlar o movimento milenarista. Estas são as análises de fontes, exclusivamente eclesiásticas, que podem provocar contra-senso. "A enormidade dos pecados acumulados durante séculos pelos homens", dizem os cronistas, deixa crer que o mundo está condenado, que o tempo do fim chegou. Um deles, Raoul Glaber, é mais uma vez uma das poucas fontes do período. Ele escreveu as suas Histórias por volta de 1045-1048, ou seja quinze anos depois do milénio da Paixão (1033):
« Acreditava-se que a ordem das estações do ano e elementos que haviam prevalecido desde o início dos séculos passados, sempre havia retornado ao caos e que era o fim da humanidade.» - Raoul Glaber, ''Histoires'', IV, v. 1048.
Na verdade, o monge borgonhês descreveu a situação vários anos após numa dimensão ainda escatológica fiel ao Apocalipse. Destina-se a interpretar a ação de Deus (os sinais) que deve ser visto como advertência aos homens para que façam atos de penitência. Estes sinais são cuidadosamente observados pelos clérigos. Primeiro os incêndios ( Catedral Santa Cruz de Orleães em 989, nos subúrbios de Tours em 997, Notre-Dame de Chartres em 1020, a abadia de Fleury em 1026 ...), os transtornos da natureza (terremoto , seca, cometa, a fome), a invasão dos gentios (os Saracenos vitoriosos de Otão II em 982) e, finalmente, a proliferação de hereges conduzidos por mulheres e camponeses (Orleães em 1022, Milão em 1027). Ele acrescenta:
« Estes sinais são consistentes com a profecia de João, que Satanás será libertado após mil anos cumpridos.» - Raoul Glaber, ''Histoires'', IV, v. 1048.
Além disso, está ciente de que por volta do ano mil, apenas uma pequena parte da população (a elite eclesiástica) da Francia é capaz de calcular o ano em curso para fins litúrgicos ou jurídicos (datar as Cartas reais). Aqueles que podem determinar com precisão a data projetam um "milênio de divisão": 1000 para a Encarnação e 1033  para a Paixão de Cristo. Além disso, embora a era cristã esteja posta em prática desde o século VI, o seu uso generalizou-se só a partir da segunda metade do século XI: em suma, os homens não reconhecem a sua duração por anos. A vida é, então, pontuada pelas estações do ano, as orações diárias e especialmente pelos grandes festivais do calendário religioso: além disso o ano não começa por toda a parte na mesma data (Natal na Inglaterra, Páscoa na Francia ...). Além disso, nada nestes escritos prova que havia muitos medos coletivos. Além disso, cerca de 960 a pedido de Gerberga da Saxônia, o abade de Montier-en-Der escreveu um tratado (Desde o nascimento da era do Anticristo), no qual reúne um registo do que as Escrituras dizem sobre o Anticristo. Ele conclui que o fim dos tempos não ocorreria antes que dos reinos do mundo serem separadas do Império. Para Abbo de Fleury, a transição para o segundo milénio não passa despercebida, já que em 998 ele dirige um apelo a Hugo Capeto e seu filho Roberto. Ele acusa um clérigo que, como estudante, reivindicou o fim do mundo na viragem do ano mil. Assim, até mesmo os grandes cientistas do século X são antimilenares.
« Ensinaram-me que no ano de 994, sacerdotes em Paris anunciaram o fim do mundo. Eles são loucos. Basta abrir o texto sagrado, a Bíblia, para ver que nós não sabemos nem o dia nem a hora.» - Abbon de Fleury, ''Plaidoyer aux rois Hugues et Robert'', v. 998.
Desde Edgar Pognon, que os historiadores modernos têm mostrado que esses grandes terrores populares nunca existiram. No entanto, durante a década de 1970, uma nova explicação surgiu. Duby explica que nenhum pânico popular, se manifestou em torno do ano mil, mas por outro lado pode-se detectar uma certa "ansiedade difusa" e continua no Ocidente da época. Provavelmente no final do século X, as pessoas interessadas pela aproximação do ano mil têm algumas preocupações. Mas estas eram uma pequena minoria, já que as pessoas mais educadas como Abbo de Fleury, Raoul Glaber ou Adson de Montierender não acreditavam.

#### «A mutação feudal»
O feudalismo é um termo complexo, cujo estudo histórico às vezes é complicado. "Trata-se de um conjunto de instituições e relações em toda a sociedade, então chamada de feudal. Os historiadores Medievalistas modernos não concordam sobre a cronologia e a distribuição deste feudalismo.

##### A corte carolíngia (século IX - cerca de 1020)
Durante a Alta Idade Média, um certo vínculo feudal já existe entre alguns poderosos que cedem um lucro (beneficium) aos seus fiés (muitas vezes terra). No entanto, a sociedade ainda é dominada por uma "servidão" latente que se encontra na justiça: Somente os homens livres têm o direito de lhe aceder; os não-livres são fisicamente punidos e defendidos pelo seu mestre. O rei e o príncipe do século X ainda usam o poder Judiciário, para defender a sua propriedade e os seus direitos, infligindo assim aos condenados o Heriban (imposto de 60 centavos para aqueles que se recusam a servir o ost) e a perda de bens daqueles que os ofendessem.
A partir do ano de 920, a autoridade pública começa a focar-se em vários pontos (estradas, cidades, locais defensivos ...). As alianças matrimoniais unem as crianças reais e condais desde o século IX: as dinastias principescas  encaixam-se, fazendo dizer Adalberon Laon:
« As linhagens dos nobres descendem de sangue de reis. » - Adalbéron de Laon, ''Poème au roi Robert'', v. 1027-1030.
Já os textos referem-se a um juramento de lealdade: o beijo (osculum) é geralmente entendido como um gesto de paz entre parentes ou entre aliados. Além disso, a homenagem (commandatio) é vista como um gesto humilhante e parece que alguns condes a fazem em lealdade ao rei. Quanto ao humilde, a fidelidade também pode ser de ordem servil, como mostra a antiga prática de pagamento do chevage, que se torna durante o século IX uma espécie de "homenagem servil". Que faz dizer D. Bartolomeu, ao contrário de Duby e P. Bonnassie, que a Idade Média é o testemunho de um « binómio »: o "amigo" e a "homenagem servil". Isso mostra que a servidão esta mais ou menos enraizada na sociedade.
Afligidos por muitas cargas, os condes delegam uma parte do seu poder judicial a alguns de seus guardas de castelos, os castelões. Estes recebem ou um castelo (para os ricos) ou a Vegueria, um conjunto judicial reservado aos mais humilde).

##### Constituição dos castelões (cerca de 1020-1040)

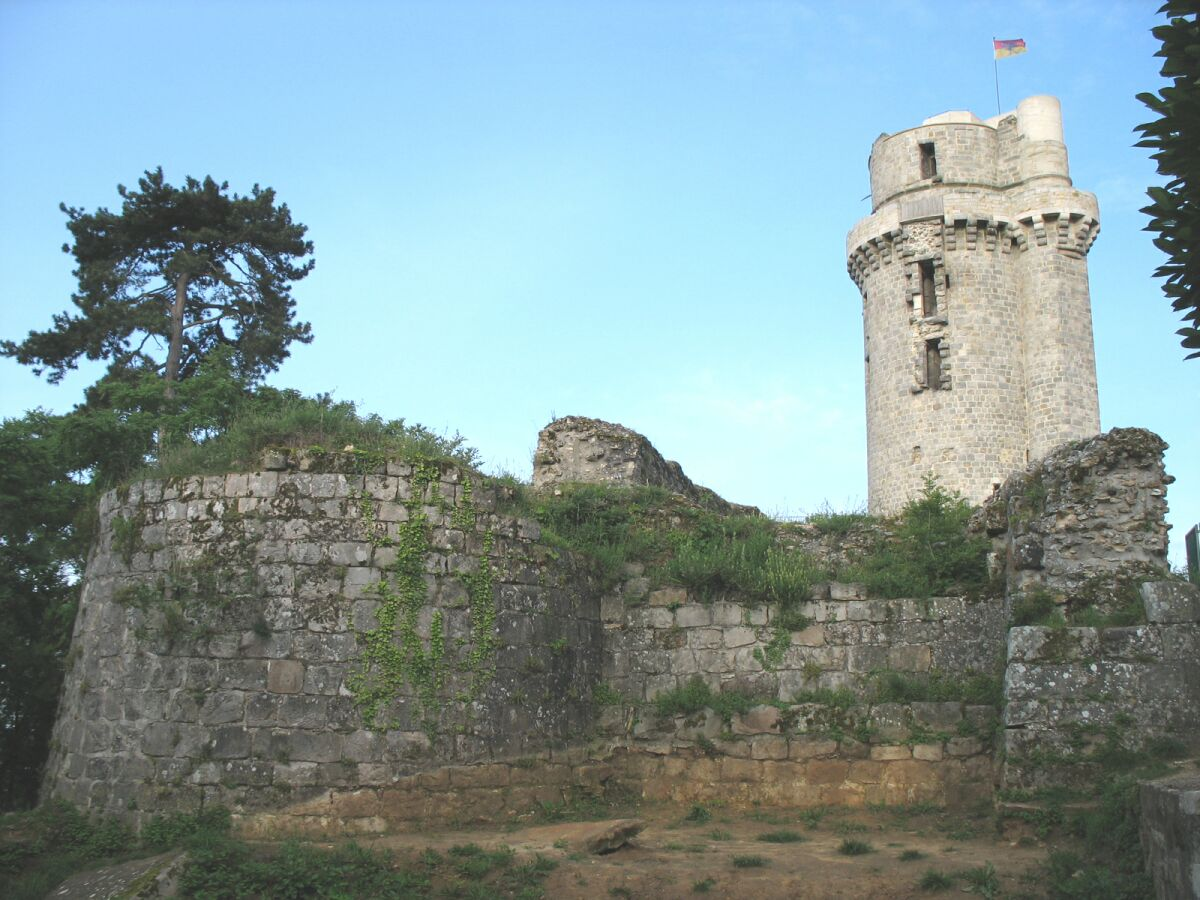
A fortaleza de Montlhéry, símbolo da revolta castelã na ile-de-France

Entre 980 e 1030, explica Georges Duby, o pagus do início da Idade Média foi gradualmente transformado num território centrado sobre a sua fortaleza pública, rapidamente tornou-se o ponto de ligação de muitas famílias aristocráticas. Por todo o reino, uma série de Castra (castelos) privados e públicos de madeira são construídos muito rapidamente numa mota artificial ou não de encontro à autoridade pública (há uma proliferação após 1020). O monte nem sempre é a residência principal, mas um ponto através do qual se afirma a legitimidade do poder senhorial.
Houve também algumas mudanças na lei. Os castelões assumem por sua conta a justiça pública que eles privatizam e fazem hereditária. Isto é o que alguns historiadores chamam de "senhor choque" e vendo-a como uma verdadeira revolução social. As margens do domínio real de Roberto, o  Piedoso, os sivicultores do rei (por exemplo, Guillaume de Montfort) dirigem a Montlhéry ou a Montfort l'Amaury seu reduto, do qual eles são guardiões, cerca de 1020-1030. Para fazer reinar a ordem no território que é da sua jurisdição (Districtus), eles contratam, por sua vez, os Milites (cavaleiros), homens que lutam a cavalo, que vêm de diferentes categorias sociais (filhos mais novos de famílias nobres, camponeses ricos, alguns têm terras, alguns servos), mas não têm a responsabilidade de "chefe". A pirâmide feudal está quase concluída:
| Rei                                                                  | Conde | Castelão ou Senhor                                                                                        | Cavaleiro de aldeia | Humilde |
| -------------------------------------------------------------------- | --- | --- | --- | --- |
| O primeiro de seus pares (responsável do reino, da guerra e da paz). | Príncipe territorial de sangue real, a fonte auxiliar do rei, tornou-se independente no século IX (responsável de condado). | Cadete do conde, a fonte auxiliar do mesmo, tornou-se independente no século XI (responsável do castelo). | Combatente a cavalo e auxiliar do castelão, está encarregado de manter o direito de banimento naquele local (responsável duma senhoria). | Depende de um senhor de terra, a quem ele paga uma renda fixa pela sua posse, e de um senhor de banimento, a quem ele paga rendas arbitrárias para utilizar os utensilios vitais (moinho, lagar, forno...). |

O novo titular acumula aumento uma força acrescida e legítima o seu novo poder avançando a sua nobreza de sangue. Todos os poderes públicos estão agora tornando-se privados: é o bannum. Parece mesmo que alguns deles estarão em parte desviando-se dos contagens. Assim, em sua tese, Georges Duby mostra que entre 980 e 1030, os senhores estão abandonando o xadrez do Conde de Macon, apropriam-se da Vicaria e, eventualmente, concentram todo o poder local. Esta situação não é, contudo geral e assiste-se às homenagens pelas mãos entrelaçadas do vassalo ao seu senhor, ao desenvolvimento da ajuda vassálica que se precisa nos textos (fidelidade, apoio e aconselhamento militar ...). Finalmente, o lucro torna-se o feudo (feodum) e alódio cada vez mais raro.

##### O estabelecimento do senhor banal

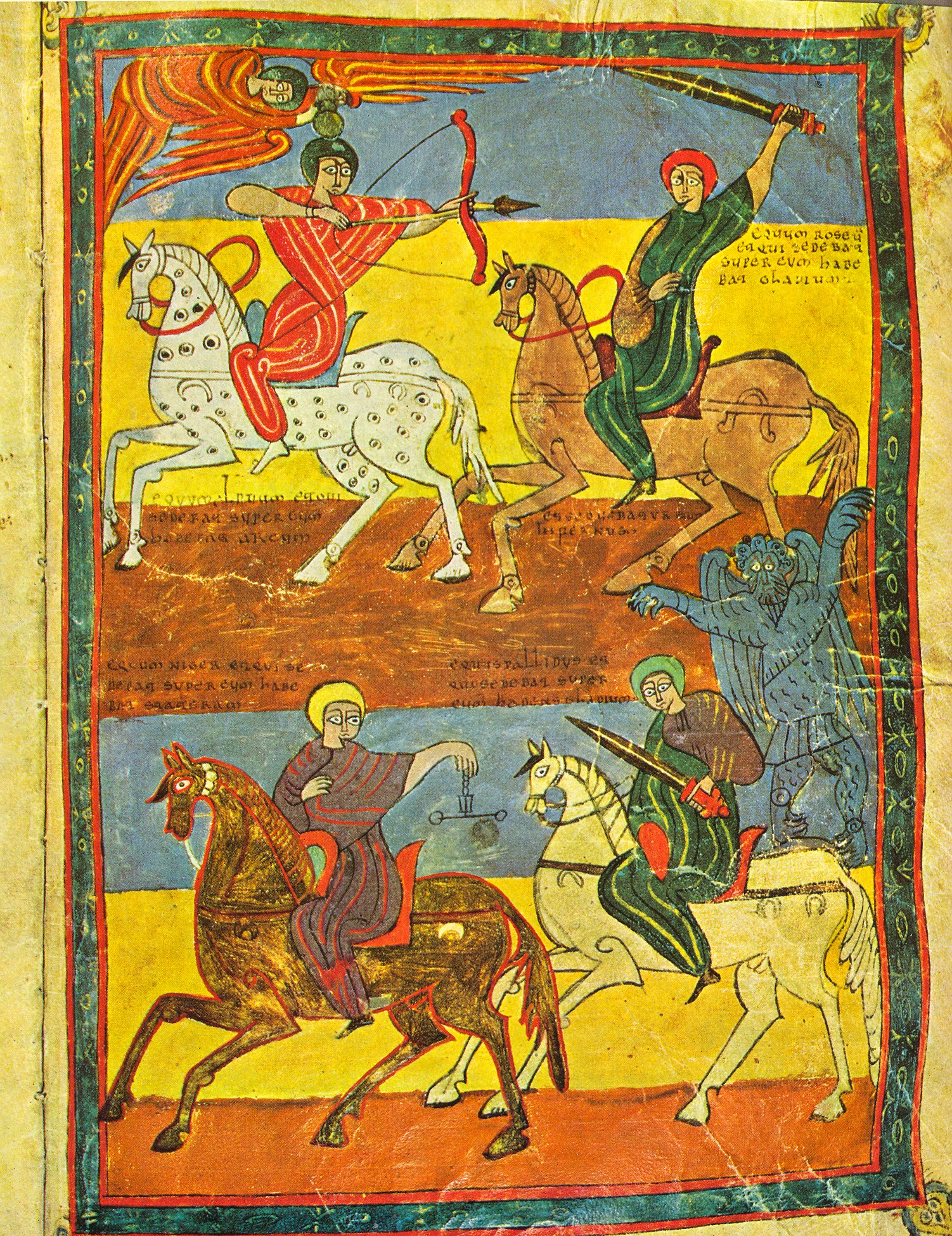
"Os quatro cavaleiros". Apocalypse de Valladolid, v. 970, Biblioteca de Valladolid, Espanha.

O objectivo destes senhores não é obter a independência política total do conde, mas sim garantir os direitos de comando sólidos sobre o campesinato. Então, em torno de 1030 no condado da Provença, nós os vemos obrigar os homens-livres a entrar na sua dependência em troca de uma propriedade ou compensação monetária.
Uma característica da era feudal é a proliferação do que os textos chamam de "mais usos" (maus costumes). Sob o reinado de Carlos, o Calvo, o Édito de Pitres, em 864, faz já referência aos costumes, deixando a acreditar que haveria uma continuidade jurídica entre a era carolíngia e o ano mil. Como regra geral, a documentação não permite avaliar a parte dos vários tipos de rendimentos, direitos fundiários, os mansi ou as parcelas, e sobre os homens. Estas utilizações são consideradas prejudiciais e novos para as comunidades agrícolas, mas alguns casos mostram o contrário. Quais são esses costumes?
Desde a era carolíngia, o camponês vive num manso (ou tenura, uma casa pequena e um pequeno campo) que ele explora em troca de uma taxa (o censo ou o camparto que ele paga ao seu senhor) e de corveias (isto é, explorando a reserva em conta do senhor). O senhor usa a justiça pública, a Vicaria (do conde ou do rei), porque ele não tem esta competência. Este sistema é o senhorio da terra.
A partir dos anos 1020-1030, ocorre em paralelo ao senhorio da terra, um novo estatuto jurídico. O camponês paga sempre a sua taxa (censo ou camparto) ao seu senhor de terras, mas um outro senhor (o senhor ajuda os seus milites) agarra-se mais ou menos violentamente da justiça pública que ele considera de sua conta. Ele dirige portanto a vicaria e impõe aos camponeses do senhorio a sua lei de banimento: a comunidade deve agora submeter-se legalmente a este usurpador e pagar-lhe taxas para o uso do moinho, do forno, do lagar, as faixas (as banalidades) ... Para alguns historiadores (D. Duby, P. Bonnassie), os Senhores restauraram a igualdade entre os livre e não-livre submetendo-os ao título de servo. Para outros (D. Bartolomeu), há uma mudança de nome nos textos, mas a condição permanece a mesma desde os tempos carolíngios (isto é, uma espécie de "homenagem servil" ao invés de uma condição de escravo). Este sistema é o senhorio banal.
Os conflitos locais chamados "feudais" visam a perceção dos costumes de um senhorio particular, este que representa uma participação financeira considerável. Todos os senhorios constituem assim a mola do castelo. No entanto, não devemos imaginar um espaço centralizado em torno do castelo, é um território flutuante ao sabor de guerras particulares. Nenhum edifício está perfeitamente associado ao senhorio, pelo menos até 1050. Às vezes, no emaranhado de senhorios, o senhor é ambos senhor da terra e senhor de banimento. Incapaz de controlar tudo a partir de sua pessoa, o senhor então delega em seus vassalos, os cavaleiros, o direito particular (a vicaria em tal senhoria, o censo do outro ...).

#### Roberto e a paz de Deus

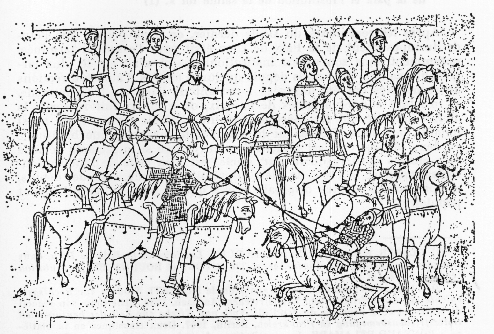
A instituição da paz de Deus, Livre de Macabeus, Bíblia de Saint-Pierre-de-Roda, fim do século X início do século XI.

A paz de Deus é um "movimento conciliar de iniciativa Episcopal" que aparece durante a segunda metade do século X no sul da Gália e continua nas décadas seguintes em algumas regiões do norte (1010-1030). Durante muito tempo, a historiografia avançou o contexto de uma "falha das estruturas carolíngias e de violência" durante um período que Georges Duby chamou de "Primeira Idade Feudal" ou "mutação feudal". Hoje, o retrato da paz de Deus é mais subtil: os prelados teriam podido projetar uma sociedade religiosa onde as ligações eram horizontais numa época onde precisamente segundo Adalberon de Laon ou Gerard de Cambrai desprezavam os servos dos campos, embora o seu trabalho fosse útil. Em segundo lugar, como podemos considerar tanto um crescimento económico significativo nos séculos X e XI, em curso numa época violenta e anárquica?
Sabemos que os movimentos de paz já existiam na Alta Idade Média. Além dos penitenciários carolíngios preocupavam-se com todos a profanação que representava o homicídio e a violação da Igreja. De acordo com Christian Lauranson-Rosaz, os primeiros sinais da paz de Deus apareceram nas montanhas de Auvergne (958), onde os prelados declararam que "a paz é melhor do que nada." Desde a primeira assembleia que teria sido realizada em Aurillac (972) por iniciativa de Étienne II Clermont e dos bispos de Cahors e Perigueux. Obrigados pelas armas aqueles que não queriam a jurar a paz. No entanto, todos concordam na data da primeira assembleia da paz de 989 aconteceu em Charroux (Poitou) por iniciativa do Gombaud, arcebispo de Bordeaux. Ela foi seguida alguns anos mais tarde pelas de Narbonne (990), de Puy (994) ... Cada vez que, falamos sobre a paz, a lei e o juramento sobre as relíquias que trouxemos para a ocasião. As primeiras assembleias realizaram-se muitas vezes sem a presença dos príncipes, porque estas dizem respeito apenas ás áreas periféricas, fora do seu campo de investigação (embora Guilherme da Aquitânia presida a algumas em 1010).
Aos poucos, as assembleias tornam-se "concílios", porque as decisões são registadas em armas elaboradas. A violação do juramento e das sentenças conciliares é passível de anátema. Assim, a paz é mostrada como uma condição necessária para a salvação da alma (discurso de Puy em 994). Os objectivos definidos, durante estas reuniões, dizem respeito principalmente à protecção da propriedade da Igreja contra os leigos (continuidade da reforma carolíngia). Mas a paz de Deus não é antifeudal desde que os direitos sobre os seus servos e vingança privada, pertencente a lei costumeira, são confirmados. Isto, no entanto, é denunciado quais são as influências nocivas causadas pelos guerreiros terceiros desarmados. Às vezes, é alcançado um acordo entre o clérigo e cavaleiro. O monge então perdoa a seu interlocutor que martiriza os servos em troca de uma doação para sua comunidade. Estas assembleias conciliares pedem:
- a protecção dos edifícios religiosos, desde a localização das igrejas: para lutar contra a dominação laica;
- a protecção dos clérigos desarmados: o porte de armas é proibido para os oratores e laboratores;
- a proibição de roubar gado: é principalmente aqui para garantir o abastecimento do senhorio (percebe-se que as vagas de paz são consistentes com as fomes do século X).[80]

A paz de Deus, a partir da Aquitânia, difunde-se por todo o reino:
« No ano mil da Paixão do Senhor, [...] em primeiro lugar nas regiões da Aquitânia, os bispos, os abades e outros homens dedicados à santa religião começaram a reunir o povo em assembleias planares, às quais aportam numerosos corpos de santos e inomeravéis relicários repletos de snatas relíquias.» _ Raoul Glaber, Histoires, v. 1048
Após a Aquitânia, o movimento ganha a corte de Roberto. o Pio que tem a sua primeira assembleia (conhecida) em Orleães a 25 de Dezembro de 1010 ou 1011. Do pouco que se conhece, parece que foi um fracasso. As fontes não nos deixaram desta reunião mais do que uma cantiga de Fulbert de Chartres:
« Ó monte de pobres, graças a Deus todos podem Honra-lo  com elogios porque submeteu de forma direita este século condenado ao vicio. Ele vem te ajudar, tu que deves suportar uma pesada penitência. Ele oferece o descanso e a paz.» _ Fulbert de Chartres, ''Chant'', v. 1010-1011.
A paz de Deus não é seguramente homogénea, pelo contrário durante muito tempo é um movimento intermitente e localizado: « onde a Igreja que dela necessita e a pode impor, o faz». Uma vez nas mãos de Cluny ( a partir de 1016), o movimento continua a sua progressão pela Borgonha onde um concílio ocorre em Verdun-sur-le-Doubs (2021). Sob a presidência de Hugues de Chalon, bispo de Auxerre, de Odilo de Cluny e talvez do rei Roberto, a « paz dos Borgonheses » é assinada. Odilo começa então a desempenhar um papel maior. Ele propõe nos primeiros tempos aos cavaleiros borgonheses uma diminuição da faida (guerra privada) e a protecção cavaleiros que farão a Quaresma. Mais tarde a partir de 1020, ele instaura uma nova paz clunisiana em Auvergne através dos senhores dos seus relacionamentos. A segunda vaga de paz, cada vez mais impregnada pelos monges, conhece o seu pa com a iniciação da trégua de Deus (concílio de Toulouges, 1027). Contudo, os bispos do Norte, tais como Adalberão de Laon e  Gérard de Cambrai não são favoráveis à instauração dos movimentos de paz na sua diocese. Porquê? No Nordeste do reino, a tradição carolíngia é ainda muito forte e ela avança que só o rei é o avaliador da justiça e da paz. Por outro lado, os bispos estão muitas vezes à frente de condados poderosos e não têm necessidade de assegurar a sua autoridade pela paz de Deus, contrariamente aos seus co-irmãos meridionais. Os prelados consideram também que a participação popular no movimento apresenta o risco de demonstrar um carácter mais ostentatório das relíquias, o que é contrario à vontade divina. Por outro lado,  Gérard de Cambrai aceita finalmente prometer (e não jurar) a paz de Deus na sua diocese.
Existe verdadeiramente um contexto de fraqueza real? A sociedade feudal do século XI não tem para fazer de polícia mais nada sem ser a paz de Deus? Por um lado, a justiça e a paz da Aquitânia estão sob a responsabilidade exclusiva do duque Guilherme e nestas regiões onde o rei não reina mais do que em título, os clérigos meramente mencionam os seus anos de reinado na parte inferior da cartas. Por seu lado, o rei Roberto multiplica as assembleias: após a de Orleães, ele organiza uma em Compiègne (1023), depois em Carignan (1023) e por fim em Héry (1024). Existe muita violência na época do rei Roberto mas certos historiadores insistem sobre a percepção dos limites desta violência e na existência de formas de paz. O que querem os duques e os bispos é sobretudo que estas negociações se desenrolem sob a sua tutela. Por outro lado a faida, da qual se queixam as numeras cartas que descrevem a sua época, é uma necessidade social na sociedade: encontrar vingadores garante a segurança desta ou daquela senhoria. Em breve, a paz de Deus não é um grupo de movimento popular para mudar o mundo mas uma paz para ajudar a manter o mundo. Bem que eles creem nas cóleras de Deus, no entanto possuem meios para tentar sempre negociar a situação e entenderem-se com os cavaleiros.
O movimento prossegue uma última vez na parte meridional até 1033 onde desaparece. Na realidade, a Igreja pensa que a repressão e o degaste da guerra privada serão mais eficazes se exércitos de camponeses forem lançados contra os castelos.  Certos senhores utilizam de vez em quando a paz de Deus como meio de pressão contra os adversários: entre 1030-1031, conta André de Fleury, o arcebispo  Aymon de Bourges constitui e enquadra uma milícia de paz anticastelã cujo objetivo é a destruição da fortaleza do visconde Eudes de Déols. Portanto em 1038, os camponeses são derrotados definitivamente pelos homens de armas do visconde: é o fim da paz de Deus.

#### A sociedade ordenada do século XI

Modelo de repartição de funções em três ordens, interdependentes uns dos outros. Segundo Adalbéron de Laon: orantes (os que rezam), pugnantes (os que combatem) e laborantes (os que trabalham).

No fim da sua vida (80 anos), o bispo Adalberão de Laon, que é muitas vezes conhecido pelas suas traições, direcciona ao rei Roberto um poema (Carmen ad Rotbertum regem) de 433 versos, escrito entre 1027 e 1030. Este é realmente um diálogo entre o religioso e o rei, embora Adalberão monopolize o discurso. O último pinta um retrato da sociedade de seu tempo, ele denuncia através dos seus versos a "reviravolta" da ordem do reino ", cujos monges de Cluny foram em grande parte responsáveis " e cujo principal usurpador não é outro se não o abade Odilão de Cluny.
« As leis definham e toda a paz desapareceu. Os Costumes dos homens mudam como altera a ordem [da sociedade]. »_  Adalbéron de Laon, ''Poème au roi Robert'', v. 1027-1030.
Este texto enfatiza o discurso moralizador do clérigo, cujo papel é o de descrever a ordem ideal da sociedade. Assim, a aparente desordem da sociedade e as suas consequências (movimentos de paz) perturba os prelados do norte da França de tradição carolíngia. O padrão de três ordens ou "tripartite" foi desenvolvido a partir do século IX, antes de serem incluídos nos anos de 1020 por Adalberão e Gerard de Cambrai, dois bispos de mesmo parentesco. Por que motivos? Trata-se de restaurar a ordem na sociedade e de lembrar a todos o papel que ocupam nesta. O Bispo de Laon resume o seu pensamento numa famosa frase:
« Triplex ego Dei domus est quae creditur una. Nunc orant, alii pugnant, aliique laborant (Acredita-se que a casa de Deus é uma, mas é tríplice. Na Terra, alguns rezam, outros lutam e outros ainda trabalham). » _ Adalberão de Laon, ''Poème au roi Robert'', v. 1027-1030.
« Desde o início, a humanidade está dividida em três: os orantes, os agricultores, os combatentes e todos os três são aquecidos à direita e à esquerda pelos outros outros. » _ Gérard de Cambrai, ''Actes du synode d’Arras'' (?), 1025
- Os que rezam: para o autor, a toda sociedade constitui um só corpo a partir do qual a Igreja surge única e integral. Só no século IX, os monges e os seculares fazem parte de duas categorias distintas (sacerdotes et orantes). A esta regra, relembra Adalberão, consiste em dizer a missa e orar pelos pecados dos outros homens. Em nenhum momento, os clérigos devem julgar ou conduzir os homens, isso é da responsabilidade do rei! O seu testemunho sublinha a profunda doença que existe no século XI entre o episcopado e os mosteiros, em particular os abades de Cluny que ele vê com horror já que eles pensam que são « reis » diz ele.
- Os que combatem: a aristocracia castelã que emerge ao mesmo tempo tem bem consciência da sua filiação às linhagens principescas e reais pelo aparecimento de sobrenomes de família, a emergência de histórias genealógicas e de desenvolvimento do título de miles (cavaleiro) nas fontes do século XI. Todos descendem diretamente dos reis carolíngios e não são como há muito tempo acreditávamos « homens novos ». Adalberão não gosta desta nova categoria de pessoas que se mostra arrogante e usurpadora. Nem ao menos, os guerreiros protegiam as igrejas nem os homens do povo, grandes e pequenos. Neste texto, a noção de « liberdade »está muito próxima da aristocracia, os domini (senhores), aptos ao comando, distinguem-se dos submissos.[91]
- Os que trabalham: os servos trabalham toda a sua visa com esforço. Não possuem nada sem sofrimento e fornecem a todos a comida e vestuário. O facto da servidão continuar a ser a condição do camponês continua muito enraizada nas classes dirigentes do ano mil. Talvez para designar o camponês. Adalberão só utiliza o termo servus . Por outro lado, ele engloba na condição servil também aqueles que « trabalham a terra, tratam dos animais (...) peneiram o trigo, cozinham perto do caldeirão gorduroso ». Em suma, o mundo camponês é povoado por indivíduos submissos e « sujos com a imundice do mundo ». Esta imagem perjurativa das categorias populares é um facto nas elites eclesiásticas.[92]

Esta mensagem do velho Adalberão é não obstante mais complexa do que parece. É necessário, primeiro, notarmos que a proteção dos camponeses é um falso problema. Esta proteção não é na realidade os senhores que os impedem de se armarem para melhor os dominar? Este esquema tripatido funciona, unicamente, no contexto « nacional », contra um inimigo exterior. Quanto às guerras privadas, que são correntes no século XI, os  bellatores combatem por seu interesse próprio e não defendem particularmente os seus camponeses. Pior, eles os expõem aos seus adversários que terão o prazer de os pilhar num desejo de vingança cavalheiresco. Indo mais longe do que Georges Duby, deve finalmente ser enfatizado que o modelo tripartido proposto por Adalberão é um dos muitos modelos possíveis: bipartido (clérigos e leigos), quadripartido (clérigos, monges, guerreiros e servos). Não deve ser pensado não sem uma certa hierarquia de ordens. Os contemporâneos estão conscientes de que cada um precisa do outro para sobreviver.
« Estas três ordens são indispensáveis umas às outras, a actividade de uma delas permite que as duas outras possam viver. » _ Adalbéron de Laon, Poème au roi Robert, v. 1027-1030
Na realidade, os camponeses deviam receber uma proteção, apesar de insuficiente, dos guerreiros e a remissão a Deus dos clérigos. Os guerreiros deviam a sua subsistência e o seu imposto aos camponeses  e a sua remissão a Deus aos clérigos. Por os clérigos devem a sua alimentação aos camponeses e a sua proteção aos guerreiros.

### Roberto, o Piedoso e a Igreja

#### Um "rei monge"

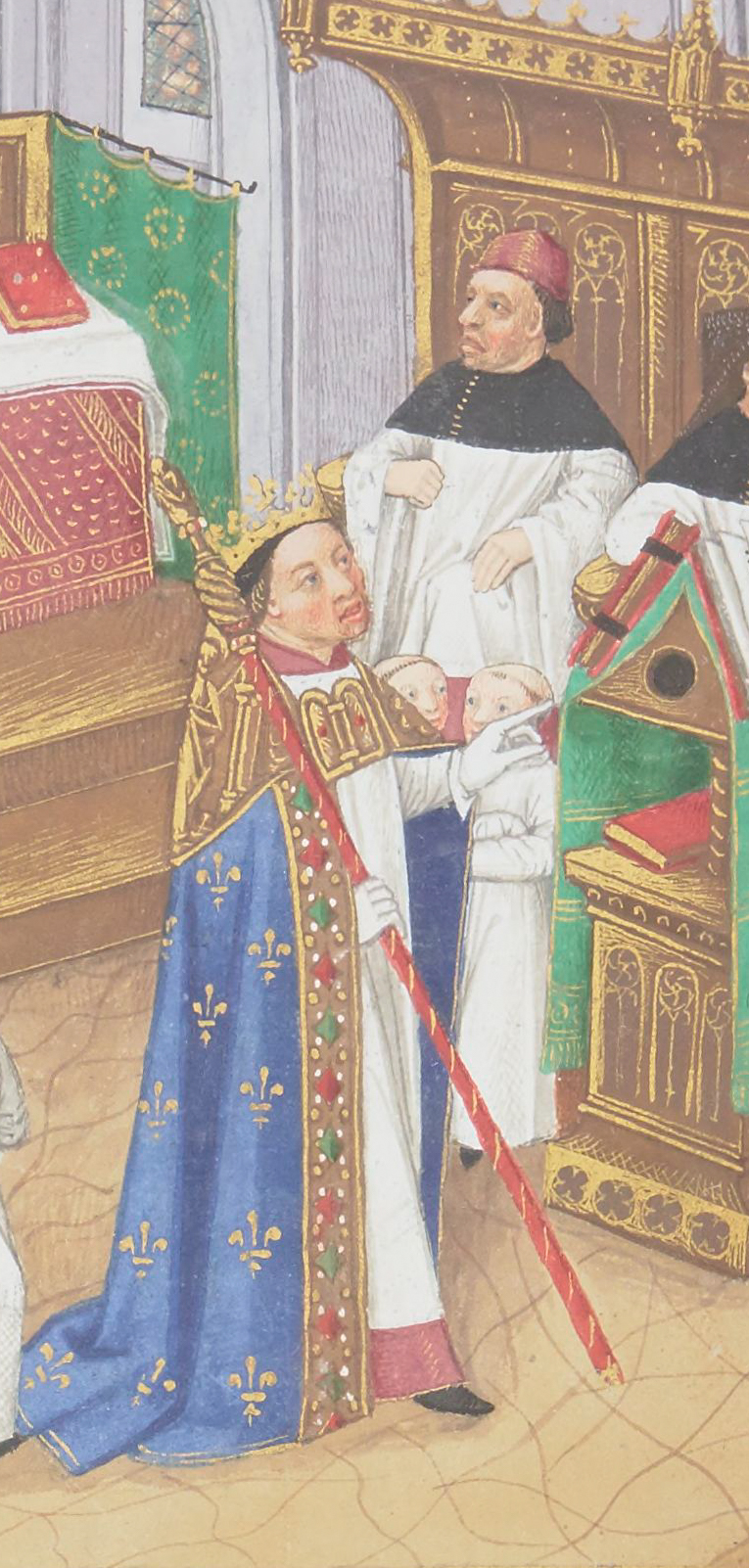
Roberto, o Piedoso em ofício na catedral de Orleãns. Robinet Testard, Grandes Chroniques de France, em torno de 1471, Paris, Bibliothèque nationale de France, Fr.2609.

Ansiosos por garantir a sua salvação e reparar os seus pecados (incursões em terras  da Igreja, matanças, uniões incestuosas), reis, duques e condes do ano mil do ano mil atraem a si os monges com melhor desempenho e os dotam ricamente  como relata Helgaud de Fleury para o rei Roberto.

#### A Abadia de Fleury e a ascensão do movimento monástico
O reinado de Hugo Capeto foi o do episcopado, o de Roberto vai ser de outra forma. Desde o Conselho de Verzy (991-992), que os Capetos estão no centro de uma crise político-religiosa que coloca de um lado, perto do poder, o bispo Arnulfo II de Orleães e do outro o Abade Abão de Fleury.
Nestes tempos conturbados (século X-XI ), testemunhasse o renascimento do Monasticismo, que se caracteriza pelo desejo de reformar a Igreja, um retorno à tradição beneditina, fugazmente revivida no tempo de Luís, o Piedoso por Bento de Aniane. O seu papel é o de reparar "os pecados do povo." Os monges rapidamente são muito bem sucedidos: os reis e os condes aproximam-se deles e ricamente os dotam em terra (muitas vezes confiscadas aos inimigos), em objetos de todos os tipos, os grandes abades são chamados para purificar certos lugares: assim Guilherme de Volpiano é chamado por Ricardo II da Normandia a Fécamp (1001). Sob a orientação de Cluny, os mosteiros procuram cada vez mais se libertar da supervisão episcopal, especialmente Fleury-sur-Loire. Assim os abades vão a Roma entre 996 e 998 reivindicar privilégios de isenção ao Papa. Nas regiões meridionais do reino, Cluny e as outras instituições, os movimentos de paz são difundidos com a ajuda de alguns clérigos que esperam um fortalecimento do seu poder: Odilo de Cluny, apoiado pelos parentes, trabalha em estreita colaboração com o bispo de Puy para começar a trégua de Deus em Auvergne (c. 1030). No entanto, nas províncias setentrionais, Cluny não tem boas referências. Aqui os bispos são os cabeças dos condados poderosos e a intervenção de Cluny poderia prejudicá-los. Adalberão de Laon e Gerard de Cambrai não apreciados pelos monges que os consideram impostores. Além da parte dos bispos, as críticas contra os monges abundam: assim são acusados de possuírem uma vida opulenta, de ter atividades sexuais contra a natureza e de vestirem roupas de luxo (o exemplo do abade Mainard  de Saint-Maur-des-Fossés é detalhado). Do lado regular, os exemplos abundam contra os bispos: diz-se que os prelados são muito ricos (tráfego de objetos sagrados, simonia) e dominam como verdadeiros senhores da guerra. Abbo, o líder do movimento de reforma monástica, mostra o exemplo pela tentativa de ir pacificar e purificar o mosteiro de La Reole, onde vai encontrar a morte numa briga em 1004.
A força de Fleury e Cluny é o seu centro intelectual respetivo: o primeiro mantém desde o século XI mais de 600 manuscritos de todas as origens, o próprio abade Abbo escreveu muitos tratados, fruto de viagens distantes, incluindo Inglaterra, nos quais reflecte, por exemplo, sobre o papel do príncipe ideal; o segundo através de Raoul Glaber é um lugar onde se escreve História. Os reis Hugo e Roberto, exortados pelas duas partes (Episcopal e monástica ) recebem uma denúncia de Abbo denunciando as ações de um leigo, Arnulf senhor de Yèvres, que teria levantado uma torre sem permissão real e sobretudo tinha submetido pela força as comunidades camponesas que pertencem à Abadia de Fleury. Arnulf de Orleans, o tio de Arnold de Yèvres diz ao rei que seu sobrinho precisa de apoio para lutar contra Odão I de Blois. Finalmente uma negociação ocorre sob a presidência de Roberto e um diploma datado de 994 em Paris coloca um fim temporário à querela. Abo é então acusado de "corrupto" e apela a uma assembleia real. Ele escreve uma carta para o evento que se autodenomina Livro apologética  contra o bispo Arnulfo de Orleães que  ele dirige ao Rei Roberto, que lhe responde favoravelmente. O episcopado carolíngio tradicional, de seguida, sente-se abandonado pela realeza e ameaçado pelos monges. Esta situação vai piorar com a morte de Hugo Capeto no outono de 996. Roberto está agora mais tentado pela cultura monástica que por um poder pontifical e episcopal, que ainda permanece em grande parte servo do Sacro Imperador Romano. Em paralelo com estas lutas entre facções, também sabemos que os bispos e abades se encontram ao lado dos condes para assegurar o cumprimento das suas imunidades legais.

#### Roberto, o príncipe ideal

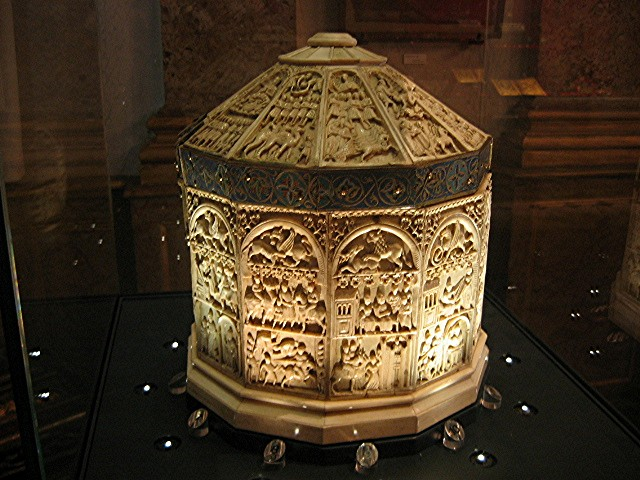
Santuário sagrado Merovingio no qual rei Roberto deve provavelmente ter orado. Museu Sens, século VI.

Com a morte do Rei Roberto, os cânones de Saint-Aignan pedem a um monge de Fleury com acesso à biblioteca da abadia Ligerienne, para compor a biografia do segundo Capetiano.
« O muito bom e piedoso Roberto, rei dos francos, filho de Hugo, cuja piedade e bondade foram ouvidos por todo o mundo, com todo o seu poder amado enriquecido e honrado este santo [Aignan] por cuja permissão nós queriamos escrever a vida deste grande rei. » — Helgaud de Fleury, Epitoma vitae regis Roberti pii, v. 1033
Na sua biografia, Helgaud tenta demonstrar a santidade deste rei desde que ele não entende relacionar os fatos relativos às funções guerreiras. Este trabalho parece inspirado pela vida de Gerald de Aurillac, um outro santo laico recontada por Odilo de Cluny. A vida de Roberto é uma série de exempla, destinada a mostrar que o comportamento do rei era a de um príncipe humilde que possuía todas as qualidades: bondade, caridade, acessível a todos, perdoando todos. Este hagiografia é diferente da ideologia real tradicional, porque o rei parece seguir os passos de Cristo. O pecado permite aos reis reconhecerem-se como meros mortais e assim assegurar as bases sólidas para a nova dinastia.
A abadia de Fleury, desde o reinado de Hugo Capeto, ocupava-se em legitimar profundamente a monarquia Capetiana através da criação de uma nova ideologia real. Segundo Helgaud, Roberto tem, desde a sua coroação, particeps Dei regni (participa no reino de Deus). Na verdade, o jovem Robertiano recebeu em 987 a unção de óleo tanto material como espiritual, "ansioso para preencher o seu poder e a sua vontade do dom da bênção sagrada." Todos os clérigos que possuem o trabalho, alegam o respeito da pessoa real: para Helgaud, Roberto ocupa o lugar de Deus na terra (princeps Dei), Fulbert de Chartres nomea-o "Santo Padre" ou " Sua Santidade ", para Ademar de Chabannes é o" pai dos pobres "e, finalmente, de acordo com Adalberon Laon, ele recebeu a verdadeira sabedoria de Deus dando-lhe o acesso ao conhecimento do universo celeste e imutável" . Outro grande estudioso de seu tempo, Raoul Glaber relata a entrevista d’Ivois (agosto de 1023) entre Henrique II e Roberto II o Piedoso. Eles esforçaram-se para definir em conjunto os princípios de uma paz comum para toda a cristandade. De acordo com os teóricos do século XI  Robert estava ao nível do imperador porque por sua mãe de ascendência romana, é o Francorum imperator.
O Segredo de seu sucesso perto dos monges, os primeiros capetianos (em primeiro lugar Roberto II) é considerado como tendo realizado muitas fundações religiosas. Hugo, o Grande e Hugo Capeto no seu tempo tinham fundado o mosteiro de Saint-Magloire, na margem direita, em Paris. A Rainha Adelaide, a mãe do Rei Roberto, considerada muito piedosa, ordenou a construção do mosteiro St. Frambourg em Senlis e especialmente a dedicada a Santa Maria em Argenteuil. A propósito o comentário aqui de Helgaud Fleury:
« Ela [a rainha Adelaide] também construiu no Parisis, num local chamado Argenteuil, um mosteiro onde ela reuniu um número considerável de servos do Senhor, vivendo de acordo com a Regra de São Bento. » — Helgaud de Fleury, Epitoma vitae regis Roberti pii, v. 1033
O segundo Capetiano está na vanguarda da defesa dos santos que, segundo ele, garantem a eficácia da graça divina e "assim contribuir para a purificação da sociedade fazendo frente ás forças do mal." Assim, várias criptas foram construídas ou renovadas para a ocasião: St. Cassian em Autun, St. Mary em Melun, St. Rieul de Senlis  em Saint-Germain l'Auxerrois. O soberano vai mais longe, oferecendo algumas peças de relíquias a certos monges (um fragmento do paramento de Saint Denis a Helgaud de Fleury). Sabemos também que por volta de 1015-1018, a pedido da rainha Constança, Roberto comandou a construção de um santuário para Saint Savinien para as relíquias do altar da igreja da abadia de Saint-Pierre-le-Vif perto de Sens. Segundo a lenda, St. Savinien teria protegido o casal real quando Roberto estava ausente em Roma com Berta antes de a deixar permanentemente. O comando é dado a um dos melhores monge- ourives do reino, Odorannus. No total, o objeto sagrado é composto por 900 gramas de ouro e 5 kg prata. No total, o inventário é impressionante: durante o seu reinado o Rei ofereceu uma quantidade de argamassas, paramentos, panos, vasos, cálices, cruzes, incensários ... Uma desses presentes que marca o mais contemporâneo é, provavelmente, os chamados evangelhos de Gaignieres, realizados por Nivardus, artista Lombardo, por conta da Abadia de Fleury (início do século XI).

#### O escolhido do Senhor

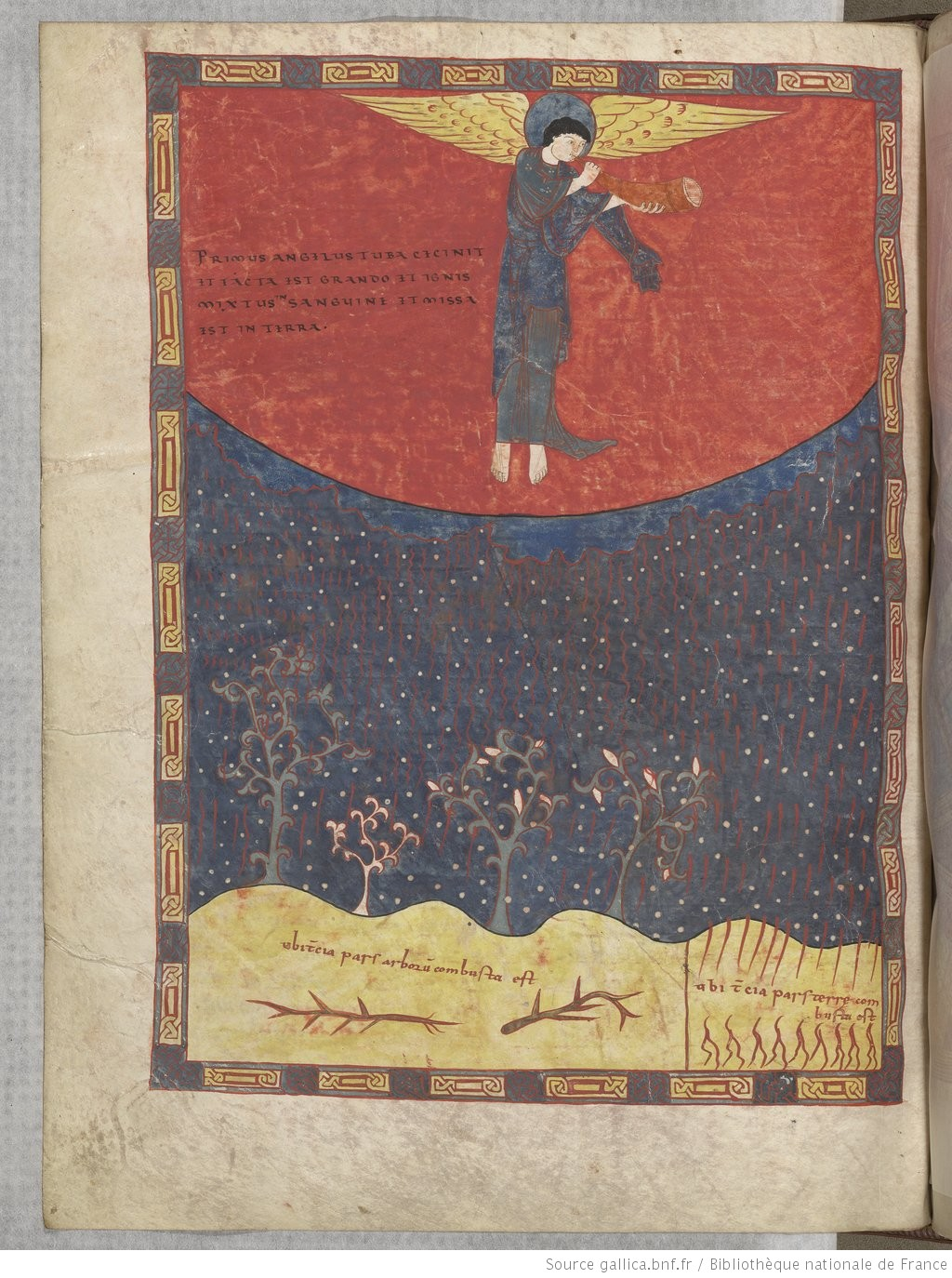
Chuva de sangue que assola a terra. Beatus de Saint-Sever, vers 1060, Bibliothèque nationale, Paris.

A definição da realeza no tempo de Roberto, o Piedoso é difícil de avaliar hoje em dia. O rei tem uma precedência sobre os príncipes do reino dos Francos. Alguns como Odão II de Blois (em 1023), embora o respeito esteja em ordem, deram a entender que pretendiam governar o que quisessem, sem o seu consentimento. Um príncipe respeita o rei, mas ele não se sente seu subordinado. No entanto, em paralelo o soberano tende a emergir como primus inter pares, o primeiro dos príncipes. Além disso, o texto datado a partir da primeira parte do século XI, em grande parte evocar lealdade ao rei por parte dos príncipes.
Num dia, em 1027, uma "chuva de sangue" cai no ducado da Aquitânia. O fenómeno preocupa suficientemente os contemporâneos para que Guillaume d’Aquitaine o explique como um sinal divino. O Duque decide enviar mensageiros ao encontro do rei Roberto para que este pergunte aos melhores estudiosos de sua corte uma explicação e aconselhamento. Gauzlin, Abade de Fleury e Arcebispo de Bourges e Fulbert de Chartres tomam conta do caso. Gauzlin respondeu que "o sangue sempre anuncia uma calamidade que adviria sobre a Igreja e o povo, mas que depois virá a misericórdia divina. "Quanto a Fulbert, melhor documentado, analisa os antigos historiae  (livros que relatam eventos passados):
« Eu encontrei Tito Lívio, Valério, Orósio e outros dedicados a este evento; nas circunstâncias contentei-me em produzir o testemunho de Gregório, bispo de Tours, por causa de sua autoridade religiosa.» — Fulbert de Chartres, Lettre au roi Robert, 1027
Fulbert conclui através de  Gregório de Tours (Histoire des Francs, VII), que apenas os fornicadores e os ímpios " morrem por toda a eternidade em seu sangue, se não se emendarem." Amigo do Bispo Fulbert, Guilherme da Aquitânia podia dirigir-se diretamente a ele. Agora ciente de que o Rei Roberto é o eleito no Senhor, é a ele, responsável por todo o reino, que ele pede conselhos. Ele está melhor colocado para conhecer os mistérios do mundo e da vontade de Deus. No século XI, até mesmo os homens mais poderosos respeitam a ordem estabelecida por Deus, isto é, recolher-se perto do seu senhor o rei. A história dos poderes mágicos reais foi tratado por Marc Bloch em  Reis Thaumaturges (1924). Durante início da Idade Média, o poder de fazer milagres era estritamente reservado a Deus, aos santos e às relíquias. No período merovíngio, temos a menção do piedoso Gontrão de Borgonha, mencionado por Gregório de Tours (século VI) e considerado o primeiro rei franco curador. Durante o reinado de Henrique I, em meados do século XI, começasse a contar em Saint-Benoit-sur-Loire que o Rei Roberto tinha o dom de curar as feridas de doenças ao tocá-las. Helgaud Fleury escreveu em seu Epitoma vitae regis Roberti pii:
« (...) este homem de Deus não tinha horror deles [os leprosos] porque ele tinha lido nas escrituras que, muitas vezes, nosso Senhor Jesus tinha recebido hospitalidade sob o disfarce de um leproso. Ele foi até eles, aproximou-se ansiosamente, deu-lhes o dinheiro de sua própria mão, beijou suas mãos com a boca (...). Além disso, o poder divino conferido a este santo homem uma tal graça para a cura do corpo que tocando  os doentes o local das suas feridas com a mão piedosa e imprimindo o sinal da cruz, Ele tirou toda a sua dor doença. » — Helgaud de Fleury, Epitoma vitae regis Roberti pii, v. 1033
Na verdade, o Capetiano foi o primeiro soberano de sua linha a ser creditado com um dom taumatúrgico . Talvez este seja uma compensação simbólica pela fraqueza do poder real? Provavelmente sim, incapaz de impor pela força (episódio Eudes de Blois em 1023), a monarquia tinha de encontrar uma alternativa para impor a sua primazia. No entanto, esta primeira taumaturgia é reconhecida como "generalista", isto é para dizer que o rei não era especializado numa determinada doença, como seria o caso dos seus sucessores com os escrofulos. Não sabemos muito sobre as ações mágicas de Roberto se ele não tivesse curado leprosos no Sul durante a sua viagem de 1018-1020. O rei franco não é o único a utilizar este tipo de prática, o seu contemporâneo Eduardo, o Confessor fez o mesmo na Inglaterra. Segundo a tradição popular, o sangue do Rei veiculava uma capacidade para realizar milagres, dom que é reforçado pela coroação real. Finalmente, de acordo com Jacques Le Goff, nenhum documento demonstra que os reis dos Francos tenham praticado regularmente o toque de escrófula antes São Luís.

### Roberto, o Piedoso e a economia

#### Um período pleno de crescimento económico

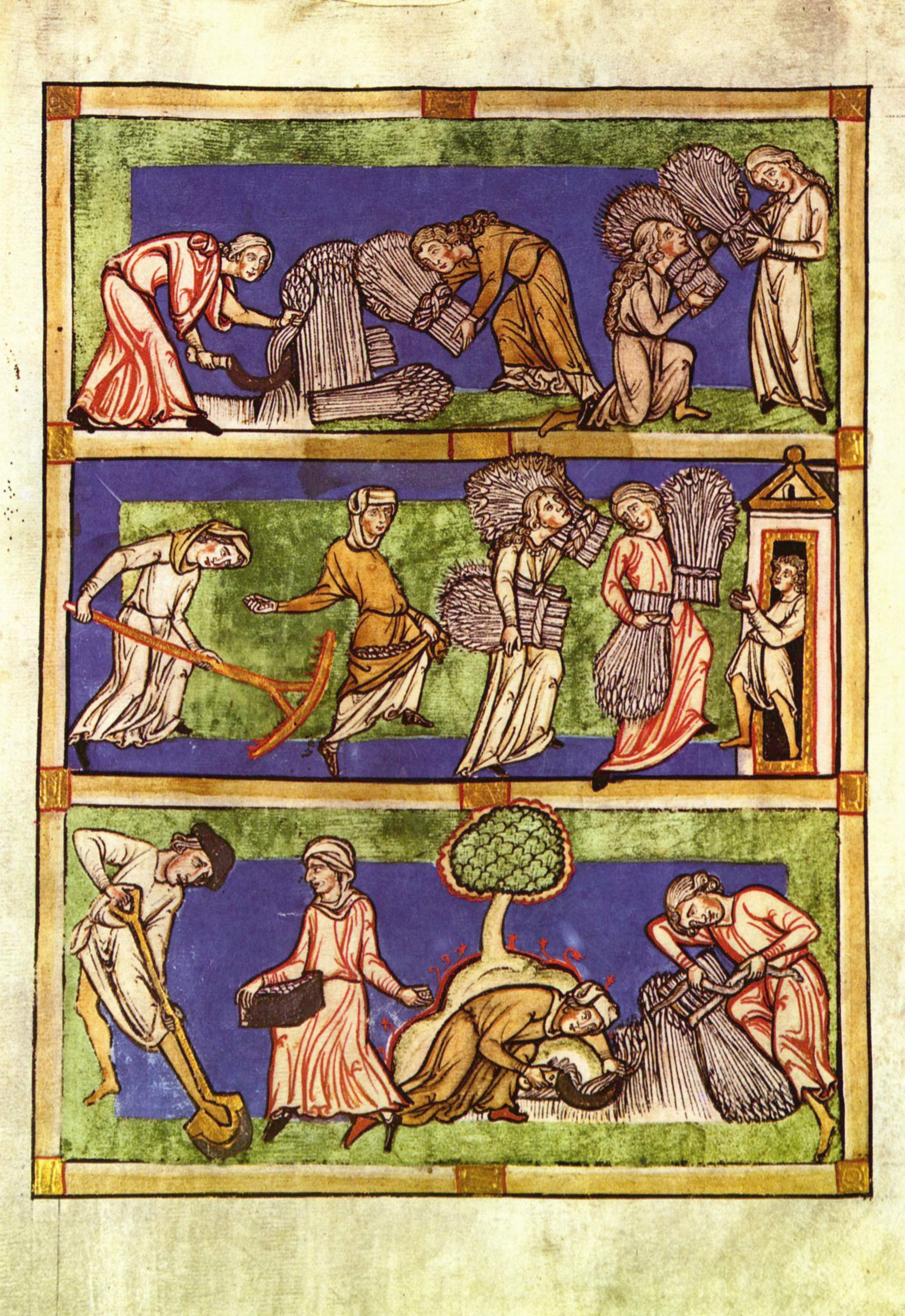
A partir do século IX, a melhoria progressiva da produtividade agrícola leva a uma expansão demográfica, que é a base de uma fase de crescimento acelerado a partir do século X que durou até o século XIV. em torno de 1310, 33 × 24,4 centímetros, Bona, Rheinisches Landesmuseum.

Se no século IX os saques tinham abrandado significativamente a economia, esta está em expansão sustentada a partir do século X. De fato, com a introdução de uma defesa descentralizada, o senhorio banal tem uma resposta bem adaptada aos rápidos ataques sarracenos ou viquingues. Torna-se mais rentável para os ladrões instalarem-se num território, receber um tributo pela tranquilidade das populações e do comércio, em vez de fazer a guerra, isto a partir do século X. Os viquingues participam assim plenamente no processo de feudalismo e expansão económica que o acompanha. Eles devem vender o seu saque, e eles cunham a moeda a partir de metais preciosos que foram acumulados da propriedade religiosa saqueada. Este dinheiro, que é reinjetado de volta na economia, é um catalisador para a mudança de económica em curso. A massa monetária global aumenta especialmente com o enfraquecimento do poder central pois cada vez mais bispos e príncipes lutam por moeda. Mas a economia de dinheiro em crescimento é um poderoso catalisador: os agricultores podem tirar partido do seu excedente agrícola e são motivados a aumentar a sua capacidade de produção através da utilização de novas técnicas e o aumento de terra arável por meio do desbravamento. A introdução do direito comum contribuiu para este desenvolvimento, porque o produtor deve gerar lucros suficientes para pagar o censo. Os senhores injetam dinheiro na economia, porque um dos principais critérios de pertencer à nobreza em plena estruturação é ter uma conduta grande e cara em relação aos seus homólogos (esta conduta também é necessária para assegurar a lealdade de seus militares).
Na verdade, em algumas áreas, os torrões desempenham um papel pioneiro na conquista agrária sobre o saltus. Em Thiérache é o "limpar da terra voltando à floresta que está ligada ao primeiro movimento castral." Em Cinglais, área a sul de Caen, castelos primitivos tinham-se estabelecido nas fronteiras de conjuntos florestais. Em todo o caso, a localização Castral fora da aldeia é muito comum. Este fenómeno é parte de um povoamento linear firmemente enraizado e que justapõe uma clareira precoce certamente carolíngia bem anterior ao fenómeno castral. No entanto, cartas do norte da França confirmam uma atividade intensiva de compensação ainda presente até meados de século XII e até mesmo além.
Além disso, o senhorio como o clero tinham bem entendido o interesse em estimular e aproveitar essa expansão da economia: eles promovem o desbravamento e a construção de novas aldeias, e eles investem em equipamentos de aumento da capacidade produtiva (moinhos, prensas, fornos, arados ...), de transporte (pontes, estradas ...). Especialmente desde que estas infraestruturas permitem aumentar a renda banal, cobrar portagens e novos impostos ... Na verdade, o aumento do comércio leva à proliferação de estradas e mercados (a rede que está configurada é imensamente mais densa e ramificada do que a que poderia existir nos tempos antigos). Estas pontes, aldeias e mercados são, portanto, construídos sob a proteção de um senhor que se materializa por um monte castral. O poder castelão filtra trocas de todos os tipos que se amplificam a partir do século XI. Vemos muitos castra localizados nas principais estradas, fontes de apoio financeiro considerável para o senhor.

#### Política monetária
O denário de prata é, como vimos, um dos principais motores do crescimento económico desde o século IX. A fraqueza do poder real levou à cunhagem por muitos bispos, senhores e abadias. Enquanto com Carlos, o Calvo contavam-se 26 oficinas de cunhagem monetária, com Hugo Capeto e Roberto, o Piedoso não eram mais do que a de Laon. O reinado de Hugo Capeto marca o culminar do feudalismo da moeda. Isto resulta numa diminuição na uniformidade do denário e no surgimento da prática de voltar a redigitar a moeda nos mercados (recorre-se ao peso da peça para determinar o seu valor). Contra isto está uma altura em que o aumento do comércio é suportado pelo aumento de volume de metal descartável. De fato, a expansão para o leste do Império Otoniano permite explorar um novo depósito de dinheiro. A flexibilidade de Roberto, o Piedoso é baixa. Mas as várias práticas de cunhagem, levam a desvalorizações bastante prejudiciais. No entanto, ao apoiar a paz de Deus, Roberto apoia a luta contra estes abusos. Os Clunysences que, como noutras abadias batem a sua moeda, têm todo o interesse em limitar essas práticas.
Portanto, no século X no Sul, os utilizadores devem se comprometer a não aparar ou falsificar moedas e os emitentes comprometem-se a não tomar o pretexto de guerra para perseguir uma mutação monetária.

### Roberto, o Piedoso e o Estado

#### A administração real
É sabido que desde 992, Roberto tem o poder real  face a um Hugo Capeto envelhecido. Os historiadores mostram que os primeiros capetianos começam a abandonar o poder por volta dos 50 anos, pela tradição, mas também porque a expectativa de vida de um soberano é de cerca de 55-60 anos. Roberto fará o mesmo em 1027, Henrique I em 1059 e Filipe I, em 1100. Á imagem de seu pai e na tradição carolíngia de Incmaro de Reims, Robert toma conselho junto dos clérigos, algo que não se fazia mais, para pesar dos clérigos, desde os últimos Carolíngios. Esta política é tomada e teorizada por Abão de Fleury. Na altura em que ele ainda estava associado a Hugo, o rei poderia escrever a pena de Gerbert:
« Não querendo em nada abusar do poder real, decidimos todos os casos de '' res publica '' recorrendo aos conselhos e sentenças de nossos fiéis. » _ Gerbert d’Aurillac, ''Lettre à l’archevêque de Sens'', v. 987.
A palavra que surge mais frequentemente nas cartas régias é o "bem comum" (res publica), um conceito tirado da Antiguidade romana. O rei é o garante, bem como, o topo do seu cargo mais alto, o bem-estar de seus súbditos.
A administração real é conhecida a partir dos arquivos e, em especial, pelo conteúdo dos atos (diplomas reais). Quanto ao seu pai, ele grava a continuidade com o período anterior e uma pausa. A historiografia realmente mudou as suas opiniões sobre a administração em tempos de Roberto durante quinze anos. Desde a tese de Jean-François Lemarignier pensava-se que o espaço em que os diplomas eram enviados tinha tendência para diminuir durante o século XI: « o declínio observa-se entre 1025-1028 e 1031 para os vários pontos de vista das categorias de diplomas ». Mas este historiador afirmava que, a partir de Hugo Capeto e ainda mais sob Roberto, o Piedoso, as cartas incluem mais subscrições (assinaturas) estrangeiras à chancelaria real tradicional; assim os senhores e até mesmo os cavaleiros simples misturavam-se com condes e bispos até então predominantes e tornaram-se mais numerosos que eles no final do reinado. O rei não teria sido suficiente para garantir os seus próprios atos.
Mais recentemente, Olivier Guyotjeannin revelou uma perspectiva diferente sobre a administração do Rei Roberto. A introdução e multiplicação de assinaturas e listas de testemunhas na parte inferior dos atos assinados, segundo ele, em vez de um novo acordo em sistemas de prova. Os atos reais por destinatários e por uma chancelaria reduzida a poucas pessoas consistem em metade deles ainda, um diplomático do tipo carolíngio (monograma, formulários carolíngios) até cerca de 1010. Os preâmbulos mudam um pouco sob o chanceler Baudouin a partir de 1018, mas há sempre a "Augustinianismo político e a ideia do rei patrono da Igreja." Principalmente, observou o historiador, os documentos reais emitidos pela chancelaria de Roberto aberto só muito tarde e muito parcial para assinaturas estrangeiros aos do rei e o chanceler. No entanto, na segunda parte do reinado, existem algumas ações com várias assinaturas: por exemplo, no ato emitido para Flavigny (1018), há nota de Signum de seis bispos, de Henrique I de França, de Odão II de Blois, conde de Vermandois e algumas adições posteriores. No entanto, parece que os cavaleiros e pequenos condes presentes nas cartas não são os senhores rebeldes da historiografia tradicional, mas sim membros de uma rede local tecidas em torno de mosteiros e bispados detidos pelo rei. Claramente, a transformação de documentos reais do reinado de Roberto não reflete um declínio da realeza.

#### A justiça do rei Roberto

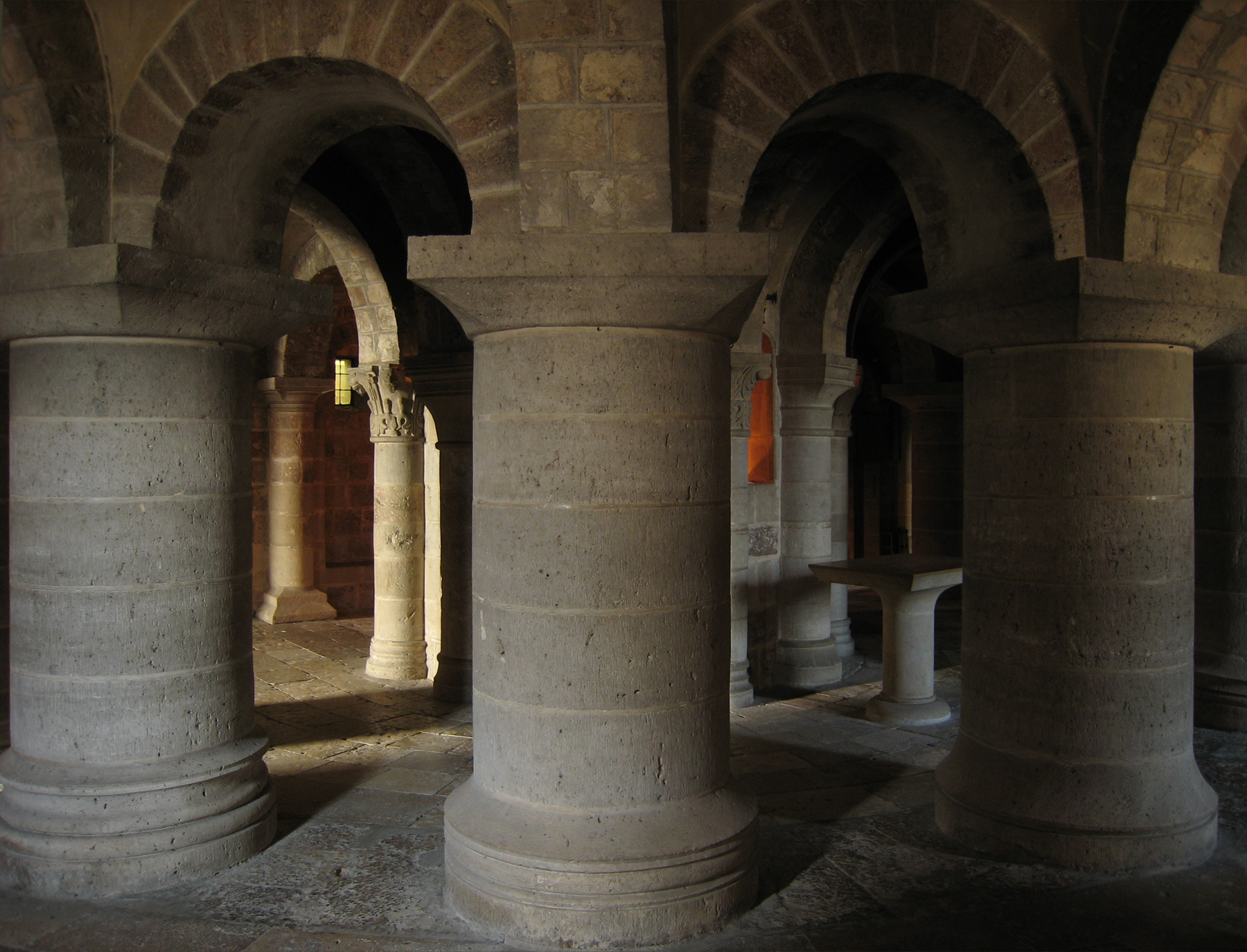
Cripta de Saint-Benoît-sur-Loire, primeiro terço do século XI

Desde o final do século X, a formulação da ideologia real é o trabalho do mundo monástico, especialmente no mosteiro altamente dinâmico de Fleury em Saint-Benoît-sur-Loire. Na teoria de Abão de Fleury(c. 993-994), a preocupação do governante do ano mil é de fazer reinar a equidade e a justiça, assegurar a paz e a harmonia no reino. O seu propósito é o de salvaguardar a memória Capetiana durante séculos. Por seu lado, os príncipes territoriais do século XI sabem o que fundou e legitimou o seu poder nos aspectos reais. A presença da autoridade real na Francia continua a ser indispensável aos contemporâneos. No entanto, Abão também enfatiza nos seus escritos a necessidade do governante franco exercer o seu ofício tendo em vista o bem comum, decidindo casos com o consentimento dos conselheiros (bispos e príncipes). Embora, Roberto, o Piedoso não siga sempre, em seu grande erro, esta teoria, especialmente no caso da sucessão dos condados de Meaux e Troyes (1021-1024).
Desde o início do reinado de Roberto, o Piedoso, os condados de Meaux e Troyes estavam nas mãos de uma figura poderosa, Etienne de Vermandois, um primo germano do rei. Em 1019, Etienne apela à generosidade do rei, isto é, que ele lhe confirme a restituição de bens à abadia de Lagny. O rei aceita mas o conde morreu alguns anos mais tarde, numa data desconhecida entre 1021 e 1023. Facto raro à época, Etienne não tem sucessor nem herdeiro claramente nomeado. O rei encarrega-se de gerir a sucessão que ele cede facilmente a Eudes II de Blois, senhor já estabelecido na região (Epernay, Reims, Vaucouleurs, Commercy) e, especialmente, primo germano de Étienne. Alguns meses mais tarde surja uma crise. O Arcebispo de Rheims Ébalo I de Roucy informou o rei dos maus atos do conde Eudes, que monopoliza todos os poderes em Reims, em detrimento do prelado. Roberto, como um defensor da Igreja, decide, sem o consentimento de qualquer pessoa, retirar o cargo condal a Eudes de Blois. Este último, furioso, exige Reims pela força. Além disso, o rei dos francos não é suportado, a sua justiça é prejudicada. Os seus fieis Fulbert de Chartres  e Richard II apoiaram Eudes de Blois argumentando que o rei não devia se comportar como um "tirano". Convocado por Roberto em 1023, o Conde de Blois educadamente informou o seu rei de que ele não se moverá e este último não tem nem os meios de força nem os meios para agarrar o seu património condal, porque essas terras não tinham sido doadas pessoalmente por Roberto a Eudes, tendo este último os adquirido de seus ancestrais pela vontade do Senhor.
Saído enfraquecido deste caso, o rei não reitera o mesmo erro. Em 1024, depois de uma reunião de grandes em Compiegne que lhe sugerem o apaziguamento com Eudes de Blois, Roberto deve confirmar as posses de Eudes. Alguns anos depois, em maio de 1027, Dudon, abade de Montierender, queixou-se publicamente da usurpação violenta exercida por Étienne o senhor de Joinville. Este último apreendeu sete igrejas em detrimento do mosteiro das quais ele é advogado. O rei encarrega-se novamente do caso, e aproveitando a coroação de seu segundo filho Henrique no Pentecostes em 1027 em Reims, ele convocou o senhor Etienne. Este último não se move para o evento. A assembleia presente, composta entre outros por Ébalo I de Roucy, Odilo de Cluny, Dudon de Montier-en-Der, Guilherme V da Aquitânia, Odão II de Blois, decide coletivamente lançar o anátema sobre o senhor de Joinville. Em suma, o rei Roberto não é o rei fraco que a historiografia sempre apresentou. Certamente, as suas decisões em matéria de justiça deviam ser sensíveis ao conselho de clérigos e dos governantes regionais, mas o rei continua a ser o Inter Primer Pares, ou seja, o primeiro entre iguais.

## Casamentos e descendência
Roberto II casou-se em 988 com Rosália de Ivrea, que não gerou descendência e de quem se separaria em 996. De Berta da Borgonha, cujo casamento nunca foi oficialmente reconhecido pela Igreja, nasceu apenas um nado-morto em 999. Mas das suas terceiras núpcias com Constança de Arles em 1003 nasceram:
1. Alice de França (1003 - depois de 1063), casada com Reinaldo I de Nevers (c. 1000 - 1040), Conde de Nevers e de Auxerre e com quem teve Guilherme I de Nevers (1029 - c. 20 de junho de 1097, 1098 ou 1100), conde de Nevers e de Auxerre e que viria a casar com Ermengarda de Tonnerre (1032 - 1083) [125] (1032 - 1083), filha de Reinaldo I de Bar-sur-Seine e Tonnerre, Conde de Tonnerre e de Ervise de Woevre;
2. Hugo de França (1007- 17 de setembro de 1025), rei dos francos associado ao seu pai, morreu antes de Roberto II;
3. Henrique I de França (4 de maio de 1008 - 4 de agosto de 1060), também rei dos francos associado ao seu pai, e depois seu sucessor;[126]
4. Adela de França (1009-1079), casada com Ricardo III da Normandia,  duque da Normandia e depois com Balduíno V da Flandres, conde da Flandres;
5. Roberto I, Duque da Borgonha (1011-1076);
6. Odão (1013 - c. 1060).

De uma mulher desconhecida, Roberto ainda teve um filho ilegítimo:
1. Rudolfo, bispo de Bourges